# Episodi di X-Files (prima stagione)
La prima stagione della serie televisiva X-Files è andata in onda negli Stati Uniti dal 10 settembre 1993 al 13 maggio 1994 su Fox.
In Italia la stagione è stata trasmessa dal 29 giugno 1994 al 1º ottobre 1995 su Canale 5. Nella sua prima trasmissione italiana non è stato seguito l'ordine cronologico originale degli episodi.
| nº | Titolo originale     | Titolo italiano                   | Prima TV USA      | Prima TV Italia   |
| -- | -------------------- | --------------------------------- | ----------------- | ----------------- |
| 1  | Pilot                | Al di là del tempo e dello spazio | 10 settembre 1993 | 29 giugno 1994    |
| 2  | Deep Throat          | Il prototipo                      | 17 settembre 1993 | 3 agosto 1994     |
| 3  | Squeeze              | Omicidi del terzo tipo            | 24 settembre 1993 | 6 luglio 1994     |
| 4  | Conduit              | Ricomparsa                        | 1º ottobre 1993   | 10 agosto 1994    |
| 5  | The Jersey Devil     | Il Diavolo del Jersey             | 8 ottobre 1993    | 17 agosto 1994    |
| 6  | Shadows              | Come un'ombra                     | 22 ottobre 1993   | 20 luglio 1994    |
| 7  | Ghost In The Machine | Macchina mortale                  | 29 ottobre 1993   | 24 settembre 1994 |
| 8  | Ice                  | Morte tra i ghiacci               | 5 novembre 1993   | 22 febbraio 1995  |
| 9  | Space                | Sabotaggio alieno                 | 12 novembre 1993  | 27 luglio 1994    |
| 10 | Fallen Angel         | Caccia all'alieno                 | 19 novembre 1993  | 24 agosto 1994    |
| 11 | Eve                  | Esperimenti genetici              | 10 dicembre 1993  | 13 luglio 1994    |
| 12 | Fire                 | Bruciati vivi                     | 17 dicembre 1993  | 7 settembre 1994  |
| 13 | Beyond The Sea       | Contatti                          | 7 gennaio 1994    | 31 luglio 1994    |
| 14 | Gender Bender        | Passione omicida                  | 21 gennaio 1994   | 31 agosto 1994    |
| 15 | Lazarus              | Ritorno dall'aldilà               | 4 febbraio 1994   | 7 agosto 1994     |
| 16 | Young At Heart       | Morte apparente                   | 11 febbraio 1994  | 10 agosto 1994    |
| 17 | E.B.E.               | Ospiti interplanetari             | 18 febbraio 1994  | 24 febbraio 1995  |
| 18 | Miracle Man          | Poteri miracolosi                 | 18 marzo 1994     | 24 agosto 1994    |
| 19 | Shapes               | Metamorfosi                       | 1º aprile 1994    | 31 agosto 1994    |
| 20 | Darkness Falls       | Morte nell'oscurità               | 15 aprile 1994    | 14 settembre 1994 |
| 21 | Tooms                | Creatura diabolica                | 22 aprile 1994    | 14 settembre 1994 |
| 22 | Born Again           | Reincarnazione                    | 29 aprile 1994    | 31 agosto 1994    |
| 23 | Roland               | Telepatia                         | 6 maggio 1994     | 1º ottobre 1994   |
| 24 | The Erlenmeyer Flask | Nuove creature                    | 13 maggio 1994    | 1º ottobre 1994   |

## Al di là del tempo e dello spazio
- Titolo originale: Pilot
- Diretto da: Robert Mandel
- Scritto da: Chris Carter

### Trama
L'agente Speciale Dana Scully, laureata in medicina e istruttrice all'accademia dell'FBI in Virginia, riceve l'istruzione di presentarsi dal superiore Scott Blevins a Washington. Quest'ultimo le ordina di investigare e invalidare un progetto non assegnato denominato X-Files, un luogo di sepoltura per misteriosi e irrisolti casi dell'FBI, collegati al paranormale. A Scully viene spiegato di contattare Fox Mulder, un agente il cui obiettivo primario, perseguito quasi con ossessione, è quello di risolvere gli X-files, che se non fosse per lui sarebbero completamente dimenticati. Mulder mostra un particolare interesse verso una serie di morti misteriose disseminate attraverso tutti gli Stati Uniti legate tra loro da un indizio comune: due strani segni rossi sul corpo delle vittime. Mulder e Scully si recano così a Bellefleur, in Oregon, per indagare sul decesso di Karen Swenson, una studentessa delle superiori morta misteriosamente e il cui cadavere è marcato da due segni rossi. Gli agenti fanno così riesumare il corpo di Ray Soames, un compagno di classe di Karen. Tuttavia, quando viene aperta la bara di Ray, viene ritrovata al suo interno una carcassa che non sembra umana. Il corpo assomiglia a quello di una scimmia; i raggi X rivelano inoltre un oggetto metallico non identificato impiantato nella cavità nasale della creatura. Mulder e Scully interrogano Billy Miles e Peggy O'Dell, due compagni di Karen e Ray, che si trovano in un istituto dopo essere rimasti feriti in un incidente stradale. Billy Miles è ridotto ad uno stato semi vegetativo, mentre Peggy O'Dell è costretta su una sedia a rotelle. Peggy diventa improvvisamente violenta e, nel tentativo di calmarla, si scoprono due segni rossi sulla sua pelle. Mentre esaminano il luogo dove Karen Swenson era andata incontro al suo destino, Mulder e Scully affrontano un detective che ordina loro di lasciar perdere. I due acconsentono, ma mentre viaggiano lungo la Statale, vengono investiti da una strana luce proveniente dal cielo. La luce cattura l'energia della loro auto, costringendola quindi a fermarsi. Mulder guarda il suo orologio e si accorge che ha fatto un salto di nove minuti. I due agenti tornano al loro motel, dove Mulder racconta a Scully che il suo interesse verso gli X-Files è da ricondurre alla storia della sua infanzia, quando sua sorella, che aveva all'epoca otto anni, era stata rapita dalla loro camera. Mulder racconta anche che non è stato in grado di ricordare nulla dell'accaduto finché non si è sottoposto ad una seduta sotto ipnosi anni dopo. Una telefonata anonima avverte gli agenti che Peggy O'Dell è stata uccisa mentre correva per la strada. Mentre indagano sull'incidente, Mulder e Scully vengono a sapere che l'edificio in cui hanno effettuato l'autopsia sul cadavere misterioso è andato bruciato e che tutte le prove raccolte nelle indagini sono andate perdute. Gli agenti parlano con Theresa, figlia del medico legale che aveva originariamente effettuato le autopsie sulle vittime. La ragazza ammette di portare anche lei i segni rossi sulla pelle e descrive come una luce accecante apparve nel cielo una sera che lei era in giro in compagnia dei suoi amici Billy Miles e Peggy O'Dell. Mulder ipotizza che Billy Miles sia sotto il controllo di una forza aliena; secondo lui è stato Billy a uccidere Peggy O'Dell. Gli agenti ritornano nella foresta, sperando di trovare nuove prove. Il detective Miles cerca di fermarli, quando sia lui che Mulder vedono Billy trasportare Theresa nel folto del bosco, dove erano stati ritrovati gli altri cadaveri. Una misteriosa luce circonda Billy e un forte vento soffia intorno a lui. Subito dopo la luce e il vento scompaiono e Billy rimane vicino a Theresa non sapendo dove si trovi o come sia arrivato lì. I segni rossi sulla sua pelle sono scomparsi. Tornata a Washington, Scully consegna il suo rapporto. Con molta sorpresa da parte dei suoi superiori, l'oggetto metallico estratto dal corpo non era andato perduto insieme alle altre prove. Scully lo aveva con sé, trasformandolo nell'unica prova fisica di ciò che era accaduto ed era stato scoperto da lei e da Mulder. L'oggetto metallico viene preso dall'Uomo che fuma e archiviato vicino a tanti altri simili in un enorme magazzino nei sotterranei del Pentagono.
- Altri interpreti: Charles Cioffi (Scott Blevins), Cliff De Young (Dottor Jay Nemman), Sarah Koskoff (Theresa Nemman), Leon Russom (Detective Miles), Zachary Ansley (Billy Miles), Stephen E. Miller (Coroner John Truitt), Jim Jansen (Dottor Heinz Werber), Malcolm Stewart (Dottor Glass), Alexandra Berlin (Inserviente), Ken Camroux (Terzo uomo nell'ufficio di Blevins), William B. Davis (Uomo che fuma), Doug Abrahams (Poliziotto numero 1), Katya Gardner (Peggy O'Dell), J.B. Bivens (Camionista), Ric Reid (Assistente al coroner), Lesley Ewen (Receptionist), Phoebe Price (Marie), Joe Doserro (Ufficiale numero 1), Christopher Hutson (Mister Burrad).
- Note: l'episodio inizia con una scritta dove si afferma che la storia è ispirata a fatti reali documentati. Gli agenti Mulder e Scully torneranno sul luogo della loro prima indagine nell'episodio Requiem, l'ultimo della settima stagione. L'episodio è stato girato in quattordici giorni nel marzo del 1993.

## Il prototipo
- Titolo originale: Deep Throat
- Diretto da: Daniel Sackheim
- Scritto da: Chris Carter

### Trama
Mulder e Scully indagano sulla scomparsa del Tenente Colonnello Robert Budahas, un pilota collaudatore militare che ha avuto un episodio psicotico ed è stato ricoverato in ospedale. Mulder sospetta che Budahas abbia incontrato lo stesso destino di sei altri piloti che sono misteriosamente svaniti dalla base aerea di Ellens mentre partecipavano ai voli di test di un aereo sperimentale. Mulder suggerisce a Scully che la scomparsa può essere classificata come paranormale e quindi ricadere negli X-Files. Mulder viene avvicinato da un uomo misterioso, denominato Gola Profonda, che gli consiglia di lasciare perdere l'indagine. Mulder e Scully ignorano il consiglio e interrogano la signora Budahas che descrive il comportamento imprevedibile del marito, strane eruzioni cutanee della pelle e l'avversione a discutere del lavoro sui progetti militari top secret. Gli agenti teorizzano che i piloti possano essere stati associati al Progetto Aurora, un nome in codice dato ai test segreti del Pentagono per una navicella spia sub orbitale. Aiutati dai suggerimenti del reporter Paul Mossinger e di Ladonna, gli agenti si appostano vicino ad un recinto che delimita l'area della base. Quella notte Mulder e Scully vedono con stupore due oggetti brillanti che scivolano nel cielo notturno ad un'incredibile velocità. Gli agenti si danno all'inseguimento quando due adolescenti, Emil e Zoe, vengono scoperti ad arrampicarsi sino ad un buco dal lato opposto del recinto. all'improvviso un elicottero dalla base cala sul gruppo. Il quartetto scappa e si rifugia in un ristorante dove Zoe ed Emil raccontano le loro osservazioni sullo spettacolo di luce. Mulder dice a un'incredula Scully che i militari possono volare con aerei costruiti usando della tecnologia proveniente da un UFO. La signora Budahas telefona agli agenti al loro albergo quando suo marito improvvisamente riappare. Ma il Tenente Colonnello non ricorda nessun dettaglio che abbia a che fare col suo passato da militare. Mulder crede che la memoria di Budahas sia stata cancellata selettivamente in qualche modo e che lui, come gli altri piloti mancanti che hanno pilotato l'aereo misterioso, è stato psicologicamente incapace di trattare lo stress ricevuto durante i voli. Gli agenti vengono avvicinati da uomini che requisiscono le prove che hanno raccolto e ordinano loro di lasciare la città. Ma Mulder ritorna alla base, usando Emil e Zoe come guide, e si arrampica attraverso il buco nel recinto. Solo nella base, Mulder viene scoperto da un UFO e catturato dalla sicurezza della base. Viene quindi sedato e operato. Scully scopre che Mossinger lavora per la base militare e, in un estremo tentativo di liberare Mulder, lo prende come ostaggio tenendolo sotto tiro e riesce ad ottenere lo scambio dei prigionieri. Ma quando le viene consegnato Mulder, lo trova incapace di ricordare il suo incontro con l'UFO e quello che gli è accaduto durante la permanenza nella base, a causa del trattamento a cui lo hanno sottoposto. Tornati a Washington, Mulder viene avvicinato nuovamente da Gola Profonda mentre fa footing e questi lo avverte che gli agenti hanno scelto un percorso molto pericoloso e che le loro vite sono in pericolo ora che conoscono la verità sull'esistenza di vita extraterrestre.
- Altri interpreti: Jerry Hardin (Gola Profonda), Michael Bryan French (Paul Mossinger), Seth Green (Emil), Gabrielle Rose (Anita Budahas), Monica Parker (Ladonna), Sheila Moore (Verla McLennen), Lalainia Lindbjerg (Zoe), Andrew Johnston (Tenente Colonnello Robert Budahas), Jon Cuthbert (Comandante in capo), Vince Metcalfe (Kissell), Michael Puttonen (Direttore del motel), Brian Furlong (Ufficiale capo), Doc Harris (Signor McLennen).

## Omicidi del terzo tipo
- Titolo originale: Squeeze
- Diretto da: Harry Longstreet
- Scritto da: Glen Morgan e James Wong

### Trama
L'agente dell'FBI Tom Colton descrive a Scully una serie di omicidi che crede siano stati commessi da un serial killer. Le vittime sono state tutte uccise all'interno di stanze chiuse a chiave o impenetrabili. Ad ognuna è stato asportato il fegato. Malgrado il disagio di Colton, Mulder partecipa alle indagini. L'agente trova una strana impronta digitale umanoide nell'ufficio di massima sicurezza dove l'uomo d'affari George Usher è stato assassinato e la collega con le tracce di una serie di omicidi simili di cui aveva letto in un x-file. Gli omicidi sono avvenuti negli Stati Uniti con periodicità regolare di trent'anni almeno a partire dal 1903. In ogni avvenimento vengono uccise cinque vittime a cui viene asportato il fegato.
Invece di unire le forze, Mulder e Scully decidono di prendere vie differenti per indagare sul caso: Scully il tradizionale; Mulder il meno ortodosso. Scully partecipa ad un appostamento sulla scena dell'assassinio di Usher, dove però Mulder è sicuro che l'assassino non tornerà, poiché ha già vinto la sfida di battere quel sistema di sicurezza. Ma mentre i due agenti parlano, Mulder si accorge che qualcuno sta strisciando all'interno di un condotto dell'aria. Il sospetto, un addetto al controllo animali di nome Eugene Tooms, viene preso in custodia. Tooms passa il test della verità, ad eccezione delle domande poste da Mulder riguardo alla sua età e viene liberato, nonostante Mulder sospetti che sia lui l'assassino. Usando un computer, manipola l'immagine delle impronte digitali di Tooms, le allunga e le compara all'impronta umanoide trovata sul luogo del delitto: le impronte combaciano. Scully si interessa alla questione e fa di nuovo squadra con Mulder. Tooms intanto riesce ad entrare in una villetta passando dal caminetto, grazie alla sua capacità di allungare e snellire in maniera inumana il suo corpo elastico. Una volta dentro, attacca e uccide il proprietario di casa.
Scully e Mulder proseguono le loro indagini su Tooms e scoprono che il suo appartamento non è mai stato abitato. Scully ripercorre le tracce di Frank Briggs, lo sceriffo che ha investigato sui cinque assassini avvenuti nel 1933. Briggs racconta come ha seguito le tracce degli assassinii fino al giorno presente e di come non è mai stato in grado di provare il suo sospetto su Tooms: eppure le foto del 1933 ritraggono l'indiziato con un aspetto praticamente identico al Tooms attuale. Gli agenti, grazie al vecchio sceriffo, trovano un edificio abbandonato che Tooms una volta ha dato come il suo indirizzo. Al suo interno scoprono una piccola stanza contenente dei trofei presi da ciascuna scena del delitto durante il secolo. Mulder ipotizza che Tooms possa essere una mutazione genetica che si iberna per decadi e mangia fegati umani per alimentarsi. Mentre lasciano la stanza, Tooms si procura la collana di Scully. Colton intralcia le indagini di Mulder e Scully richiamando i due agenti che erano stati incaricati di sorvegliare la casa di Tooms, che quindi è libero di arrivare a casa di Scully indisturbato. Mulder arriva all'edificio, scopre che non c'è nessun agente e si avventura all'interno. Trova la collana di Scully posta con gli altri trofei e capisce che la collega è in pericolo: corre all'appartamento di lei giusto in tempo per aiutarla a difendersi da Tooms che l'aveva aggredita. Tooms viene messo in carcere e comincia a costruire un nuovo nido.
- Altri interpreti: Doug Hutchison (Eugene Victor Tooms), Donal Logue (Agente Tom Colton), Henry Beckman (Detective Frank Briggs), Kevin McNulty (Agente Fuller), Terence Kelly (George Usher), Colleen Winton (Tecnico della macchina della verità), James Bell (Johnson), Gary Hetherington (Kennedy), Rob Morton (Kramer), Paul Joyce (Signor Werner).

## Ricomparsa
- Titolo originale: Conduit
- Diretto da: Daniel Sackheim
- Scritto da: Howard Gordon e Alex Gansa

### Trama
In una remota regione lungo le sponde del Lago Okobogee nell'Iowa, una misteriosa luce brillante discende dal cielo serale. Ruby Morris, una ragazza adolescente, svanisce dal suo giaciglio mentre suo fratello Kevin cerca freneticamente di chiamare sua madre. Mulder chiede che l'FBI si interessi della sparizione di Ruby Morris dopo aver letto dell'accaduto da un periodico. Scully e Blevins notano una somiglianza tra il caso e l'incontro che ha avuto Mulder nella sua infanzia nel quale sua sorella è stata rapita presumibilmente da alieni. Mulder dice a Scully che il Lago Okobogee è un UFO hot spot e presenta molti articoli di giornale scritti negli ultimi anni come prova. Un articolo descrive un avvistamento fatto da alcune ragazze scout, una delle quali viene identificata come Darlene Morris: la stessa Darlene Morris, madre della ragazza scomparsa. Gli agenti si recano nell'Iowa per approfondire le indagini. Darlene sostiene che a rapire la figlia siano stati gli alieni, insistendo nel dire che la scomparsa non ha nulla a che vedere col suo divorzio. Mulder interroga Kevin Morris, fratello minore di Ruby, che non riesce a ricordare quello che è accaduto la notte dell'incontro. Ma gli strani disegni, che Kevin fa guardando la TV non sintonizzata su nessun canale, catturano l'interesse di Mulder, che li spedisce via fax a Washington per delle analisi. Scully e Mulder vengono contattati da una giovane ragazza che tiene segreta la sua identità. La ragazza afferma che un ragazzo di nome Greg Randall ha messo incinta Ruby e che la coppia progettava di fuggire insieme. Si scopre che i segni tracciati da Kevin Morris sono parte di una trasmissione binaria di un satellite top secret della difesa. Il ragazzo viene preso in custodia dall'agente Holtzman dell'NSA e quindi liberato. Altri segni binari disegnati da Kevin vengono trovati in casa dei Morris durante una retata, ma una volta convertiti al computer, si scoprono essere di varia natura, non concernente programmi della Difesa: ci sono da passaggi di Shakespeare, ad un frammento dei concerti Brandenburghesi di J.S. Bach. Mulder crede che il ragazzo sia divenuto un condotto per le trasmissioni degli alieni.
Gli agenti tornano sul luogo del rapimento e trovano tracce di un calore intenso oltre al corpo di Greg Randall seppellito in una tomba poco profonda. Mulder scopre un appunto scritto a mano nel portafoglio di Randall, un appuntamento con un dottore. La scrittura coincide con quella della ragazza misteriosa incontrata precedentemente. Grazie al dottore, la identificano come Tessa Sears e scoprono che lei, e non Ruby, era stata messa incinta da Greg Randall. La Sears ammette di aver ucciso Greg quando ha scoperto che aveva una relazione con Ruby. Ma insiste nel dire di non avere assassinato Ruby. Scully e Mulder ritornano alla casa dei Morris e la trovano abbandonata. Trovano inoltre un grande ritratto di Ruby formato su più fogli pieni soltanto di numeri binari. Gli agenti ritornano al lago Okobogee. Mulder trova Kevin galleggiante in una nebbia strana. Un gruppo di motociclisti irrompe nello spiazzo tra gli alberi e Mulder fa appena in tempo a proteggere Kevin. Poco dopo si sentono le urla di Darlene Morris: il corpo privo di sensi di Ruby è ricomparso lì vicino.
Ristabilita la calma, in ospedale, Darlene impedisce a Mulder di parlare con la figlia, sostenendo che Ruby fosse semplicemente scappata via con dei motociclisti.
Quella notte, Scully ascolta un nastro di una sua seduta di ipnosi, nella quale Mulder, in trance, descrive il rapimento di sua sorella e la sua convinzione che un giorno sarebbe tornata incolume.
- Altri interpreti: Carrie Snodgress (Darlene Morris), Michael Cavanaugh (Sceriffo), Donald Gibb (Kip), Joel Palmer (Kevin Morris), Charles Cioffi (Scott Blevins), Shelley-Lynn Owens (Tessa), Don Thompson (Holtzman), Akiko Morison (Leza Atsumi), Taunya Dee (Ruby Morris), Anthony Harrison (Uomo#4), Glen Roald (Lavoratore), Mauricio Mercado (Coroner).

## Il Diavolo del Jersey
- Titolo originale: The Jersey Devil
- Diretto da: Joe Napolitano
- Scritto da: Chris Carter

### Trama
Mulder e Scully indagano sull'orrendo assassinio di Roger Crockett, un senzatetto che è stato attaccato e parzialmente mangiato in un'area boschiva fuori Atlantic City. Mulder crede che la morte sia collegabile a un incidente analogo accaduto nel New Jersey nel 1947, nel quale un automobilista è stato attaccato e mangiato da una creatura semiumana mentre stava tentando di aggiustare uno pneumatico forato. Gli agenti si recano all'obitorio di Atlantic City per raccogliere più informazioni. Lì si scontrano col detective Thompson, l'ufficiale della polizia locale incaricato delle indagini, che rifiuta l'intervento dell'FBI per un caso sotto sua giurisdizione. Stizzito, Mulder decide di proseguire l'indagine per conto proprio. Interroga il ranger Brullet, che ha scoperto il corpo, e un senzatetto di nome Jack che ha visto una strana presenza muoversi nei vicoli abitati dai clochard. Entrambi credono che Crockett sia stato ucciso dal diavolo del Jersey, una creatura leggendaria semiumana che erra nelle campagne del New Jersey.
Nel frattempo Scully partecipa alla festa di compleanno del suo figlioccio, dove incontra Rob, un bell'uomo divorziato.
Mulder si apposta nel vicolo che gli è stato indicato da Jack. Quella notte la creatura fa un'apparizione, ma prima che Mulder riesca a vedere distintamente di cosa si tratti, la polizia sopraggiunge e lo arresta, scambiandolo per un vagabondo. Nella prigione Mulder si scontra di nuovo con Thompson e lo accusa di nascondere la creatura in segreto con lo scopo di non sconvolgere il turismo di Atlantic City. Scully tira fuori di prigione Mulder e i due si recano all'Università del Maryland, dove il dottor Roger Diamond, antropologo, conferma la teoria di Mulder che ci sia una piccolissima possibilità che un essere umano nato e cresciuto al di fuori della società, possa regredire a uno stato primitivo.
Scully, nel frattempo, continua a vedersi con Rob.
Il ranger Brullet trova un altro corpo nel sottobosco, ma questa volta il cadavere appare essere semi animale. Mulder teorizza che due creature come quella avrebbero potuto vagare per la campagna. Lui, Scully, Diamond e il ranger setacciano l'edificio abbandonato dove Mulder, la notte in cui è stato arrestato, aveva visto scomparire l'essere. La polizia però interviene anche questa volta. Mulder riesce ad incontrare il Diavolo del Jersey, che si scopre essere femmina. Nel trambusto creato dalla polizia, però, la ragazza primitiva attacca e ferisce Mulder per poi scappare nei boschi. La polizia la rintraccia e la uccide, prima che Mulder e gli altri possano fare alcunché.
Dall'autopsia si può asserire che la creatura femmina abbia appena partorito, portando Mulder a concludere che sia venuta in città in cerca di cibo per il suo piccolo dopo che il suo compagno è morto.
Tempo dopo, un bambino selvaggio vaga per i boschi del New Jersey.
- Altri interpreti: Claire Stansfield (Diavolo del Jersey), Wayne Tippit (Detective Thompson), Gregory Sierra (Dottor Diamond), Michael MacRae (Ranger Peter Brullet), Jill Teed (Glenna), Tamsin Kelsey (Ellen), Andrew Airlie (Rob), Bill Dow (Padre), Hrothgar Mathews (Jack), Jayme Knox (Madre), Scott Swanson (Ufficiale#1), Sean O'Byrne (Ufficiale#2), David Lewis (Giovane ufficiale), D. Neil Mark (Ufficiale S.W.A.T.), Rhys Huber (Trent), Jessica Murdoch (Ragazza nell'auto), Lachlan Murdoch (Ragazzo nell'auto).

## Come un'ombra
- Titolo originale: Shadows
- Diretto da: Michael Katleman
- Scritto da: Glen Morgan e James Wong

### Trama
Degli ufficiali di una misteriosa agenzia governativa interrogano Mulder e Scully circa il ritrovamento di due cadaveri maschili. Le vittime sembrano morte a causa dello schiacciamento delle loro gole dall'interno del corpo. Quando gli ufficiali rifiutano di fornire altre informazioni sul caso, Mulder omette di conoscere X-Files simili a questo caso, come poi spiega a Scully. Mulder attribuisce i decessi alla psicocinesi, l'abilità di una forza psichica di manipolare la materia. Senza aiuto da parte degli ufficiali governativi, Mulder e Scully cominciano un'indagine per conto proprio e, dalle impronte digitali delle vittime prese di nascosto da Mulder, risalgono alla loro identità, quindi ai dati sul loro omicidio. I due si recano quindi a Filadelfia e collaborano con la polizia locale sulla scena del delitto. Mulder nota una telecamera della sicurezza di una banca lì vicino, che potrebbe aver registrato l'accaduto. Effettivamente, nelle riprese compaiono i due uomini assassinati, mentre aggrediscono una donna, che dai tabulati della banca, apprendono essere Lauren Kyte: un'impiegata dell'Htg Industrial Technologies. Lauren, interrogata, afferma che gli uomini hanno cercato di derubarla ma che lei è riuscita a difendersi, scappando incolume. Un'ombra nella registrazione fa pensare alla presenza di un'altra persona che però Lauren si rifiuta di riconoscere. Uscendo a mani vuote, gli agenti entrano in macchina e si preparano a partire, quando, improvvisamente, il veicolo parte da solo in retromarcia a piena velocità. Corrono giù per una strada e si scontrano con un altro veicolo. Fortunatamente tutti ne escono incolumi, con solo qualche lieve ferita. Mulder crede che Lauren sia in qualche modo responsabile dell'accaduto. Mentre sorveglia la casa di Lauren, Mulder fotografa accidentalmente una strana figura evanescente alla sua finestra. Usando un computer, si ricollega quell'immagine al defunto capo di Lauren, Howard Graves.
Lauren decide di dimettersi dal lavoro, che le fa sentire troppo la mancanza del defunto capo. Il socio di Howard Graves, Robert Dorland cerca di trattenerla e le fa delle avance, ma strane forze invisibili intervengono a proteggere la donna. Dorland la lascia andare, con qualche minaccia.
Successivamente due scagnozzi entrano in casa di Lauren e tentano di ucciderla, ma prima che questi la possano anche solo toccare, la forza misteriosa interviene ancora e li uccide. Mulder e Scully arrivano subito dopo, Mulder appena in tempo per vedere il corpo di uno dei due scagnozzi galleggiare per aria. Lauren viene interrogata e finalmente confessa la verità: il suo capo, Howard Graves, da morto, le ha fatto intendere di essere stato assassinato dal socio Robert Dorland, che lo riteneva un pericolo, perché contrario alla scelta della Htg Technologies di vendere armi a dei terroristi isfahan. Adesso, lo spirito di Graves la segue e protegge.
Mulder e Scully tornano a collaborare con i due misteriosi agenti, che li avevano introdotti al caso. l'FBI irrompe all'Htg Technologies, nel tentativo di trovare prove che testimonino la vendita di armi illegali ai terroristi, tentativo che però pare vano. La forza eterea di Graves torna a materializzarsi davanti a Lauren, Dorland e Mulder, e segnala un punto nel muro nell'ufficio di Dorland, dove è nascosto un floppy disk contenente le informazioni sulle armi.
L'ufficio del pubblico ministero usa le nuove prove per perseguire Dorland.
- Altri interpreti: Barry Primus (Robert Dorlund), Lisa Waltz (Lauren Kyte), Lorena Gale (Ellen Bledsoe), Veena Sood (Misses Saunders), Deryl Hayes (Webster), Kelli Fox (Pathologist), Tom Pickett (Poliziotto), Tom Heaton (Custode), Janie Woods-Morris (Sig.na Lange), Nora McLellan (Jane Morris), Anna Ferguson (Sig.na Winn), Charles Andre (Thug), Forbes Angus (Tecnico).

## Macchina mortale
- Titolo originale: Ghost in the Machine
- Diretto da: Jerrold Freedman
- Scritto da: Alex Gansa e Howard Gordon

### Trama
Mulder e Scully vengono contattati dall'agente speciale Jerry Lamana, ex collega di Mulder, che sta cercando di recuperare credito dopo un errore fatto nel corso di un'indagine importante. È stata assegnata a Lamana l'indagine relativa all'assassinio di Benjamin Drake, il CEO di una compagnia di Fortune 500 chiamata Eurisko. Drake è stato fulminato mediante un'elaborata trappola che si compiva attraverso il COS (Central Operating System), un computer che controlla e gestisce ogni dettaglio dell'edificio della sede centrale dell'Eurisko. Le indagini si dirigono quindi alla ricerca di qualcuno con le conoscenze informatiche necessarie per disattivare o controllare il COS. Gli agenti apprendono da Peterson, l'ingegnere che gestisce il sistema, che una delle poche persone con queste capacità è Brad Wilczek, il trentenne fondatore della compagnia e nemico di Drake. Mulder e Scully entrano in contatto con Wilczek, scoprendo che è l'autore del COS e che gestisce anche la propria casa con un sistema analogo.
Usando un analizzatore vocale, Scully ricollega la voce di Wilczek a quella della telefonata che Drake ha ricevuto appena prima di venire ucciso, ottenendo così una prova importante contro il programmatore.
Lamana si reca all'edificio dell'Eurisko per effettuare l'arresto di Wilcze, ma viene intrappolato in ascensore e ucciso dal COS. Il computer è ormai fuori controllo anche per lo stesso Wilczek, che non riuscendo a connettersi al sistema da casa propria, si era recato in tutta fretta nella sala di controllo all'Eurisko. Dopo l'omicidio di Lamana, Wilczek viene arrestato. Mulder si reca a casa del programmatore e ci trova altri agenti, che lo allontanano: la Difesa ha preso in mano il caso. Mulder viene a conoscenza da Gola Profonda, che Wilczek aveva ottenuto rilevanti risultati sull'intelligenza artificiale, lo sviluppo di una macchina in grado di apprendere, di estremo interesse per la Difesa. Sebbene Wilczek venga arrestato per le morti di Drake e Lamana e firmi una confessione, Mulder è convinto della sua innocenza e lo va a trovare in carcere. Wilczek ammette a Mulder di aver confessato i delitti che non ha compiuto per non cadere nelle mani della Difesa ed essere costretto a programmare per scopi militari. Drake, che era intenzionato a tagliare i fondi di gestione del COS e di ordinarne la chiusura del progetto, è stato ucciso dal COS, che ha agito per difendere se stesso.
Con l'arresto di Wilczek, il COS resta attivo e potenzialmente pericoloso. Mulder convince il programmatore a sviluppare un virus per disattivare il sistema. Armati del virus, Mulder e Scully riescono ad entrare nell'edificio dell'Eurisko, anche se il COS anticipa ogni loro mossa e rivolge i sistemi di sicurezza e controllo dell'edificio contro di loro. Mentre Scully cerca un passaggio tramite le condutture dell'aria condizionata, Mulder, con l'assistenza di Peterson, riesce ad arrivare alla stanza di controllo principale e a ottenere l'accesso al computer, ma mentre sta per inserire il disco col virus nel computer, Peterson estrae la pistola e gli intima di farsi da parte. Peterson ammette di appartenere al Dipartimento della Difesa e di lavorare da anni nel tentativo di ottenere l'accesso alla macchina. Nel frattempo però Scully entra in scena armata a sua volta e prende il controllo della situazione: Peterson lascia cadere la sua arma. Mulder inserisce il disco del computer ed il virus distrugge completamente il COS.
Mulder incontra nuovamente Gola Profonda, che gli spiega come Wilczek sia rimasto nelle mani della Difesa, intento in un braccio di ferro per non dover lavorare per loro.
- Altri interpreti: Jerry Hardin (Gola Profonda), Rob LaBelle (Brad Wilczek), Wayne Duvall (Agente Jerry Lamana), Blu Mankuma (Claude Peterson), Tom Butler (Benjamin Drake), Gillian Barber (Agente Nancy Spiller), Marc Baur (Uomo in abito elegante), Bill Finck (Uomo-sandwich), Theodore Thomas (Clyde).
- Note: il titolo originale dell'episodio deriva dal titolo del romanzo The Ghost in the Machine di Arthur Koestler. Il Central Operating System è un omaggio all'intelligenza artificiale del film 2001: Odissea nello spazio. In questo episodio ci viene comunicato il numero di telefono di Scully: (202) 555-6431

## Morte tra i ghiacci
- Titolo originale: Ice
- Diretto da: David Nutter
- Scritto da: Glen Morgan e James Wong

### Trama
L'Arctic Ice Core Project, una spedizione scientifica sovvenzionata dal governo degli Stati Uniti ha la missione di trivellare le profondità del ghiaccio artico per studi geoclimatici. Dopo una settimana di silenzio dalla base artica, è arrivata una registrazione che ritrae uno degli scienziati in stato confusionale, che ripete la frase "noi non siamo chi siamo". L'uomo viene coinvolto in una colluttazione e la registrazione si interrompe. Mulder e Scully vengono assegnati al caso e partono per la base. I due entrano a far parte di una spedizione assieme al geologo Denny Murphy, al medico Lawrence Hodge e alla tossicologa Nancy Da Silva. Con loro, parte Bear, pilota d'aereo: un uomo ruvido che porta un artiglio d'orso intorno al collo. Quando il gruppo arriva a destinazione, vengono rinvenuti i cadaveri di tutti gli scienziati della missione, morti in maniera violenta. Mentre vengono fatti rilevamenti e fotografie, un cane improvvisamente compare dall'oscurità e attacca Mulder. Bear interviene a difenderlo, ma nel tirar via l'animale viene morso. Il cane viene sedato. Scully e Hodge scoprono dei bubboni neri sulla pelle del cane e delle abrasioni, subito dopo notano qualcosa che si muove all'interno del corpo dell'animale. Durante gli esami sul cane e sul ghiaccio che era stato estratto nella spedizione precedente, scoprono una forma di vita sconosciuta, simile a una tenia. Una differenza importante tra la profondità del ghiaccio prevista e quella rilevata nei carotaggi fa pensare Mulder e Murphy alla possibilità che un meteorite si sia schiantato sulla Terra proprio in quella posizione migliaia di anni fa. Mulder ricollega le caratteristiche del verme di resistere a temperature bassissime e in un ambiente ricco di ammoniaca, a delle teorie di vita extra-terrestre. Dall'analisi dei cadaveri, Scully sostiene che gli scienziati della spedizione precedente sia siano uccisi l'un l'altro.
Bear scopre su di sé dei bubboni simili a quelli visti sul cane e rifiuta di farsi toccare, quando gli altri decidono di farsi analisi del sangue e delle feci per scoprire eventuali infezioni prima di tornare nel mondo civilizzato. Ne segue una lite, gli altri si coalizzano ed atterrano Bear; Hodge scopre e rimuove chirurgicamente uno dei parassiti dal suo corpo. Quando il verme viene rimosso, Bear muore. Scully trova vermi simili in tutti i cadaveri, in genere nella zona dell'ipotalamo, e Hodge teorizza che il parassita si nutra del composto chimico che controlla il comportamento aggressivo. Questo spiegherebbe come i componenti della prima squadra di geofisici siano stati spinti ad uccidersi gli uni contro gli altri.
La paranoia si insinua nel gruppo, l'atmosfera diventa tesa: Mulder potrebbe aver contratto il virus dal cane, Scully e Hodge durante l'asportazione del verme dal corpo di Bear. Una tempesta taglia i contatti con il resto del mondo. Durante la notte Mulder sente un rumore e, durante un'ispezione, scopre il corpo di Murphy all'interno del frigorifero, con la gola tagliata. Gli altri sopraggiungono e sospettano che Mulder, non più in sé, sia l'assassino. Lo rinchiudono all'interno della stanza degli approvvigionamenti. Mentre compie un esperimento con Hodge, Da Silva accidentalmente mischia i campioni di sangue di due diversi soggetti infetti. Scully osserva il vetrino e con grande sorpresa scopre che gli organismi parassiti, se messi a contatto tra loro, si attaccano ed uccidono gli uni con gli altri. Viene fatto un esperimento inoculando un secondo verme nell'orecchio del cane, che dopo pochi istanti torna normale. Scoperta la cura, si preparano ad applicarla a Mulder, che però, dopo un'ulteriore analisi compiuta da Scully, pare non infetto. Gli altri due però non si fidano e cercano di introdurre il verme nel corpo di Mulder con violenza. Hodge si ferma appena in tempo, quando vede qualcosa muoversi sotto la pelle del collo della Da Silva e si rende conto che lei, e non Mulder, è autrice dell'assassinio di Murphy. Riescono a curare la tossicologa.
Il gruppo viene salvato e riportato nella civiltà. Mulder annuncia che ritornerà all'avamposto, debitamente attrezzato, per potere fare altri esami sulla forma di vita sconosciuta, ma Hodge lo mette al corrente del fatto che i militari hanno appiccato fuoco a tutta la base.
- Altri interpreti: Xander Berkeley (Dottor Hodge), Felicity Huffman (Dottoressa Nancy Da Silva), Steve Hytner (Dottor Denny Murphy), Jeff Kober (Bear), Ken Kirzinger (Richter), Sonny Surowiec (Campbell), Íñigo Garcés (George).
- Note: la trama dell'episodio si ispira al film La cosa di John Carpenter. Il cane che compare nell'episodio è Blue, il cane di David Duchovny.

## Sabotaggio alieno
- Titolo originale: Space
- Diretto da: William A. Graham
- Scritto da: Chris Carter

### Trama
Michelle Generoo, comandante delle comunicazioni del controllo missione del programma Space Shuttle, si accorda per un incontro segreto con Mulder e Scully. Mostra un'analisi ai raggi X della valvola dell'unità di energia ausiliaria dello Shuttle, che crede sia stata manomessa. Una missione dello shuttle è stata interrotta a soli tre secondi dal lancio a causa del malfunzionamento della valvola, evitando per poco un disastro. Michelle Generoo non sa dire niente della provenienza dell'immagine incriminante, né di come una valvola fatta di un materiale estremamente resistente sia potuta essere manomessa. La NASA attribuisce il malfunzionamento ad un semplice guasto meccanico. Temendo che la NASA abbia trascurato la possibilità di un sabotaggio per non ritardare il lancio, Michelle ha deciso di proseguire per conto proprio, spinta anche da ragioni personali: uno dei piloti dello shuttle in partenza è il suo fidanzato e il lancio si ripeterà a giorni. Gli agenti incontrano il tenente colonnello Marcus Aurelius Belt, uno dei primi astronauti che volarono sul Gemini Otto e direttore del programma Space Shuttle, nonché idolo d'infanzia di Mulder. Belt insiste che a causa di una stretta sicurezza e delle sofisticate tecnologie coinvolte, sarebbe impossibile per chiunque sabotare la missione manomettendo la valvola in questione.
Mulder e Scully assistono al nuovo lancio dello shuttle dalla sala di controllo. Tutto sembra essere in regola e gli agenti si allontanano da Houston, ma quando la navicella raggiunge l'orbita intorno alla Terra, compare un nuovo problema tecnico. Michelle avverte i due agenti e insieme corrono di ritorno al Controllo Missione in auto. Michelle perde il controllo del suo veicolo quando un banco di nebbia si trasforma in una faccia sinistra, che si dirige a tutta velocità verso il suo parabrezza. Un'immagine simile a quel volto è stata fotografata in un ammasso roccioso sulla superficie di Marte, assimilabile a un enorme monumento costruito da mani sconosciute. Mulder e Scully soccorrono Michelle e ritornano con lei al Controllo Missione. Là trovano i tecnici intenti nella risoluzione del problema. L'emergenza è importante: dalla Terra non riescono a controllare efficacemente la rotazione dello shuttle, la cui parte esposta al Sole rischia di surriscaldarsi e prendere fuoco. Belt ordina di interrompere i segnali in modo che gli astronauti da soli possano gestire la nave e risolvere il problema. L'operazione è rischiosa, si rischia infatti di perdere definitivamente la connessione con la navicella, ma tutto va a buon fine.
Belt, in una conferenza stampa, omette completamente i problemi che la missione sta correndo. Mulder comincia ad avere dei sospetti sul suo idolo che, spinto dalla necessità di preservare l'immagine della agenzia spaziale per non vederne tagliare i fondi, potrebbe mettere altri fini prima della salvezza degli astronauti.
Durante la notte, la forza del volto misterioso esce dal corpo di Belt e vola via dalla finestra.
Un'altra emergenza coinvolge lo shuttle: stavolta una perdita di ossigeno. Michelle gestisce la situazione fino all'arrivo di Belt, recuperato da Mulder e Scully nel suo appartamento. Belt ordina agli astronauti dello Shuttle di indossare la tuta spaziale e di portare a termine la missione, mettendo in secondo piano la loro vita. Mulder e Scully si mettono alla ricerca nell'archivio della NASA di prove per dimostrare che Belt era a conoscenza delle manomissioni al volo in questione e a voli precedenti. Mentre le trovano, arriva dalla navicella alla sala di controllo una comunicazione degli astronauti, in preda al panico, che affermano di vedere una presenza misteriosa, simile ad un fantasma. Belt incontrò quello stesso essere durante una missione da astronauta e per anni la forza dal volto di Marte lo ha posseduto.
Belt entra in crisi e viene trovato dagli altri, in lacrime, sotto la sua scrivania. Mulder riesce ad estorcergli le informazioni necessarie per portare in salvo la navicella e, con un pronto intervento, Michelle riesce a cambiare la traiettoria e salvare l'equipaggio dello Shuttle.
Belt, in ospedale, torna a vedere la forza misteriosa e salta fuori dalla sua finestra d'ospedale, uccidendosi. Mulder crede che Belt abbia lottato per anni con la forza che lo possedeva, costringendolo a sabotare diverse missioni spaziali. Era stato lui a mandare le prove del sabotaggio a Michelle, perché lei intervenisse.
- Altri interpreti: Ed Lauter (Tenente Colonnello Marcus Aurelius Belt), Susanna Thompson (Michelle Generoo), Tom McBeath (Scientist), Terry David Mulligan (Controllo missione#1), French Tickner (Preacher), Norma Jean Wick (The Reporter), Alf Humphreys (Controllo missione#2), David Cameron (Young Scientist), Tyronne L'Hirondelle (Scienziato), Paul DesRoches (Paramedico).
- Note: l'immagine della faccia sulla superficie di Marte all'inizio dell'episodio è stata ispirata dalla famosa foto fatta dal Viking 1 il 25 luglio 1976 nella regione della Cydonia del pianeta Marte. Tuttavia la foto in questo episodio è un falso.

## Caccia all'alieno
- Titolo originale: Fallen Angel
- Diretto da: Larry Shaw
- Scritto da: Alex Gansa e Howard Gordon

### Trama
Il colonnello Calvin Henderson viene allertato dal Centro di Sorveglianza Spaziale degli Stati Uniti, dopo che è stato rintracciato dai radar un oggetto non identificato. L'UFO ha eseguito manovre impossibili per i mezzi aerei conosciuti ed è precipitato a Townsend, Wisconsin. Mulder viene a conoscenza dell'accaduto da Gola Profonda e apprende che Henderson è uno dei principali esperti in recuperi dell'aeronautica militare. Durante la Guerra Fredda Henderson è stato incaricato di prevenire che la tecnologia degli aerei americani abbattuti cadesse in mani sovietiche. Ora, è a capo di una squadra di recupero disastri. Il governo mette in sicurezza il luogo del disastro come area di quarantena, giustificandosi ufficialmente con la scusa di uno spargimento di un composto chimico tossico. Mulder riesce ad eludere le unità militari che proteggono l'area e scatta delle foto sul luogo dell'impatto, dove uomini in tuta antiradiazioni stanno eseguendo delle bonifiche. Mulder viene però scoperto e messo agli arresti, i negativi delle sue foto distrutti; discute con Henderson, che insiste nel voler affermare una versione alternativa di quel che è successo. Durante la notte, conosce il suo vicino di cella, anche lui lì per essersi infiltrato nella zona: Max Fenig, membro del NICAP, un'organizzazione che segue le tracce di avvistamenti UFO. L'indomani Scully arriva sul posto per prelevare Mulder e portarlo alla sede dell'FBI: quando McGrath è venuto a conoscenza del fatto che si è infiltrato in una zona militare, agendo senza i permessi e senza l'autorizzazione dell'FBI, ha raccomandato che venga presa in considerazione l'interruzione del progetto X-Files e l'allontanamento di Mulder dall'agenzia. Nonostante questo, Mulder insiste per rimanere più tempo possibile a Townsend per continuare le indagini. Tornando al motel, gli agenti trovano la stanza di Mulder in completo soqquadro e trovano Max Fenig, che sta cercando di fuggire. Ristabilito l'ordine, egli dichiara di sapere tutto di Mulder, seguito con attenzione dal NICAP fin dall'inizio dell'attività sugli X-Files. Il camper dove vive Max è un mezzo di sorveglianza su quattro ruote: possiede macchinari per l'intercettazione di altissimo livello. Max fa ascoltare a Mulder e a Scully una registrazione che ha intercettato la sera in cui l'UFO è caduto, nella quale il vice sceriffo Jason Wright, che è stata la prima persona ad arrivare sulla scena dell'incidente, ha contattato via radio la squadra antincendio. Una registrazione successiva riporta le voci terrorizzate dei vigili del fuoco accorsi sul luogo. Gli agenti rintracciano la signora Wright, che però rifiuta di parlare: degli uomini hanno minacciato di privarla della pensione di reversibilità nel caso che si fosse confidata con qualcuno. Il dottor Jeffrey Oppenheim, che ha esaminato il vice sceriffo Wright, accetta di parlare con gli agenti, nonostante le minacce che sono arrivate anche a lui. Ha esaminato lui il corpo di Wright, morto a causa di gravi ustioni, estranee a quanto aveva visto nella sua carriera professionale. Mulder e Scully si stanno allontanando dall'ospedale, quando improvvisamente arrivano, portati con delle barelle, i corpi di diversi soldati ricoperti dalle stesse ustioni descritte da Oppenheim. Gli agenti cercano di restare sul posto e di parlare con Henderson, che però li allontana. Solo Scully riesce a rimanere in quanto medico, su richiesta di Oppenheim, che si trova ad affrontare l'emergenza senza sufficiente personale. Mulder si reca al camper di Max e lo trova in preda ad un attacco epilettico. Lo immobilizza e, quando l'attacco finisce, lo aiuta ad mettersi a letto, notando una cicatrice a forma di diamante dietro all'orecchio di Max; cicatrice che Mulder ha già visto in due casi, estranei tra loro, di donne che sostenevano di essere rapite dagli alieni. Nel frattempo il colonnello Henderson è stato messo al corrente di un altro oggetto volante non identificato nello spazio aereo della zona. Il giorno dopo, prima che Scully abbia la possibilità di esaminare la cicatrice di Max, questi scompare dal suo veicolo. Gli agenti seguono le sue tracce fino ad un magazzino, nell'area sorvegliata dai militari. All'interno dell'edificio trovano Max, terrorizzato da qualcosa che non riescono a vedere. Scully va a cercare aiuto, ma viene fermata dagli uomini di Henderson, che hanno rilevato l'intrusione. Con uno strumento per la termografia i soldati identificano tre presenze all'interno del locale: Mulder, Max e qualcosa di sconosciuto. Gli uomini circondano l'edificio e si preparano per intervenire. La presenza sconosciuta intanto attacca Mulder, scagliandolo lontano da Max. Max viene sollevato in aria, circondato da una luce blu, e con un lampo sparisce. La rilevazione termografica adesso segnala la sola presenza di Mulder. I militari fanno irruzione nell'edificio, ma è ormai troppo tardi.
Tornati alla sede, Scully e Mulder partecipano uno per volta all'udienza. Mulder difende la sua azione come non ortodossa, ma necessaria per smascherare un insabbiamento di prove da parte del Governo. McGrath dà però più importanza alla tesi del rapporto di Henderson e decide di chiudere gli X-Files e allontanare Mulder dall'FBI. Soltanto un intervento confidenziale di Gola profonda riesce a cancellare questa decisione.
- Altri interpreti: Frederick Coffin (Joseph McGrath), Marshall Bell (Calvin Henderson), Scott Bellis (Max Fenig), Jerry Hardin (Gola Profonda), Brent Stait (Taylor), Alvin Sanders (Jason Wright), Sheila Paterson (Gina Watkins), Tony Pantages (Tenente Fraser), Freda Perry (Sig.na Wright), Michael Rogers (Tenente Griffin), Jane MacDougall (Laura Dalton), William MacDonald (Dottor Oppenheim), Kimberly Unger (Karen Koretz).
- Note: il personaggio di Max Fenig farà ritorno nella quarta stagione negli episodi Tempus Fugit (prima parte) e Tempus Fugit (seconda parte)

## Esperimenti genetici
- Titolo originale: Eve
- Diretto da: Fred Gerber
- Scritto da: Chris Brancato e Kenneth Biller

### Trama
A Greenwich, nel Connecticut, una coppia che fa jogging nota una bambina di nome Teena Simmons da sola con il suo coniglietto di pezza. Sul retro, trovano il padre di Teena morto, seduto sull'altalena, con due incisioni sul collo. L'agente Mulder si incarica del caso e lo esamina con Scully, che osserva come quattro litri di sangue siano stati prelevati dal corpo di Joel Simmons e come un sedativo a base di erbe sia stato trovato nei tessuti. Mulder ritiene che la morte sia un caso unico di mutilazione bovina extraterrestre su esseri umani. Quando Mulder e Scully interrogano Teena in un orfanotrofio del Connecticut, Teena sostiene di aver visto una luce rossa quando il padre è morto. Teena racconta di aver già visto in precedenza la luce rossa e che degli uomini dalle nuvole volevano prosciugare il sangue del padre. Scully, interrotta da una chiamata sul cellulare, informa Mulder che c'è stato un altro caso analogo. I due si recano a Marin County, in California e visitano la casa dei Reardon, che hanno sofferto una tragedia simile a quella di Teena. Gli agenti scoprono che malgrado la distanza tra i due omicidi, essi sono stati commessi nello stesso giorno e alla stessa ora, con la sola differenza del fuso orario. Nel frattempo, nel Connecticut, Teena viene rapita. Quando incontrano la figlia di Reardon, Cindy, scoprono che è identica a Teena Simmons. La madre racconta che Cindy è stata concepita in vitro presso una clinica specializzata in concepimenti di San Francisco. Scully si reca alla clinica e scopre che sia i Simmons che i Reardon sono stati trattati da una dottoressa di nome Sally Kendrick. Il primario della clinica rivela a Scully che malgrado il suo brillante curriculum, la clinica aveva licenziato la dottoressa Kendrick dopo che avevano scoperto che lei stava conducendo esperimenti eugenetici sugli ovuli nei loro laboratori. Era stata censurata dalla American Medical Association, ma senza che venisse seguita da una richiesta di indagine ad opera dello United States Health Department: da allora la dottoressa Kendrick era scomparsa. Quella sera, dopo che Scully lo aveva informato della scoperta, Mulder viene convocato da Gola Profonda che gli racconta del tentativo del governo americano di creare bambini geneticamente potenziati da modellare come supersoldati in un progetto denominato "Esperimento Litchfield". I bambini creati dal progetto venivano cresciuti in uno stabilimento segreto vicino Litchfield, nel Connecticut, e venivano identificati come Adamo od Eva in base al sesso. Gola Profonda rivela a Mulder di una donna connessa all'Esperimento Litchfield, tenuta presso un centro di igiene mentale. Mulder e Scully si recano al centro di igiene mentale e incontrano Eva 6, che spiega loro come i cloni femminili creati con l'Esperimento Litchfield, a causa di un sovrannumero di cromosomi, manifestino intelligenza e forza sovrumane, ma che siano soggetti a psicosi e tendenze omicide e suicide. Eva 6, 7 e 8, gli ultimi cloni dell'esperimento erano in custodia dopo che il progetto era stato cancellato. Ma Eva 7 e 8 erano riuscite a scappare dal loro confinamento; una di esse aveva assunto l'identità della dottoressa Sally Kendrick e aveva continuato il progetto al suo posto, modificando gli ovuli delle pazienti del centro di igiene mentale per creare nuovi e migliori cloni di Eva. Per prevenire il rapimento di Cindy Reardon, Mulder e Scully presidiano la sua casa. Alla fine, però, il rapitore, Sally Kendrick, riesce a tramortire Scully e ad eludere Mulder, portando con sé Cindy. Kendrick porta Cindy in una stanza di un motel dove si trova già prigioniera Teena Simmons e fa conoscere le due bambine tra loro: ma le due sembrano avere una sorta di connessione telepatica che le lega. Kendrick racconta loro che lei è stata cresciuta in modo diverso dalle altre Eva e che prende dei medicinali per tenere a bada i difetti genetici. Spiega poi che le bambine sono state rapite per dare loro un aiuto appropriato. Immediatamente dopo aver detto questo, comincia ad avere le convulsioni. Le bambine rivelano che hanno messo nella sua bibita un veleno mortale e che esse hanno ucciso i rispettivi padri. Gli agenti arrivano al motel dove trovano Kendrick morta, una finestra rotta e le bambine accovacciate insieme: Mulder e Scully decidono di portare con loro le due bambine. La sera, gli agenti si fermano in un'area di servizio. Mentre vanno tutti al bagno, una delle bambine esce furtivamente e avvelena le bibite di Mulder e Scully. Quando Mulder ritorna dentro per riprendere le chiavi che aveva dimenticato, nota tracce di veleno sul tavolo. Rendendosi conto del piano delle bambine, riesce a non far bere la bibita a Scully. Gli agenti inseguono le due bambine nell'area di servizio, riuscendo finalmente a catturarle. Teena Simmons e Cindy Reardon vengono tenute in celle separate all'interno dello stesso scomparto dove si trova Eva 6 nel centro di igiene mentale. Fuori la cella ci sono le scritte Eva 9 ed Eva 10. Infine, una donna con il camice, identificata da una delle due bambine come Eva 8, si dirige verso il loro scomparto. Quando Eva 8 chiede alle bambine come facevano a sapere che lei era lì per loro, le due rispondono: "Lo sapevamo e basta".
- Altri interpreti: Harriet Sansom Harris (Dottoressa Sally Kendrick/Eva), Erika Krievins (Cindy Reardon, Eva 10), Sabrina Krievins (Teena Simmons, Eva 9), Jerry Hardin (Gola Profonda), George Touliatos (Dottor Katz), Tasha Simms (Ellen Reardon), Janet Hodgkinson (Waitress), David Kirby (Ted Watkins), Tina Gilbertson (Donna Watkins), Christine Upright Letain (Sig.na Wells), Gordon Tipple (Detective), Garry Davey (Hunter), Joe Maffei (Guardia#1), María Herrera (Guardia#2), Robert Lewis (Agente).
- Note: la banda musicale Eve 6 prende il suo nome da questo episodio. La trama dell'episodio è simile a quella del film Anna to the Infinite Power (1983).

## Bruciati vivi
- Titolo originale: Fire
- Diretto da: Larry Shaw
- Scritto da: Chris Carter

### Trama
In Inghilterra un ricco uomo di mezza età scoppia improvvisamente in fiamme nel suo giardino, mentre cammina verso la sua auto. Malgrado gli sforzi di estinguere il fuoco di coloro che erano sul luogo, l'uomo muore bruciato vivo. Mulder e Scully vengono avvicinati da Phoebe Greene, l'ex compagna di classe e primo amore di Mulder, che è stata assunta come ispettore da Scotland Yard. Greene parla agli agenti della morte dell'uomo in Inghilterra, e di come sia solo uno di una serie di assassini simili accaduti all'interno dell'aristocrazia britannica. Sir Marsden, che è scappato appena in tempo da un incidente simile, ha trasferito temporaneamente la sua famiglia a Cape Cod, negli Stati Uniti. Mulder e Scully decidono di aiutare Greene col caso. Scully mal sopporta l'intesa tra Phoebe Greene e Mulder. L'agente speciale Melvin Beatty, uno specialista di incendi dolosi, esamina le prove, ma non è in grado di capire da dove le fiamme abbiano avuto inizio. L'idea di Mulder che le fiamme possano essere attribuite alla pirocinesi, l'abilità di un individuo di condurre e controllare il fuoco, è esclusa da Beatty. Mulder confessa a Scully di essere terrorizzato dal fuoco e afferma che Phoebe è a conoscenza di questa sua fobia. Le dice inoltre che preferirebbe condurre l'indagine senza il suo aiuto. Indagando su Sir Marsden e la sua famiglia, scopre che il custode della loro casa di Cape Cod è lo stesso uomo che faceva il giardiniere presso l'uomo anziano morto carbonizzato in Inghilterra. Quell'uomo, che si fa chiamare Bob, va in un bar locale e lì appicca il fuoco usando il suo potere pirocinetico. Mulder e Greene interrogano una ragazza sopravvissuta all'incendio, che racconta loro come l'incendio sia partito da un giochetto di magia fatto da un uomo britannico: egli si era dato fuoco a un dito ed è stato avvolto dalle fiamme. Mulder e Greene seguono i Mardsen in un hotel dove si tiene un lussuoso ricevimento, sperando di intrappolare il colpevole degli incendi dolosi. Dopo avere sorvegliato l'edificio, Mulder e Greene concludono che il colpevole non si farà vedere. Sfruttano la situazione per concedersi un intimo ballo lento sulle note che provengono dalla sala da ballo. Scully arriva alla festa con delle informazioni riguardanti il caso. Si accorge che la posizione della griglia di sicurezza dell'hotel è illuminata, indicando un fuoco in qualche punto del livello superiore. Scully interrompe Mulder e Greene con le novità, rovinando un momento intimo. Mulder corre di sopra, ma viene sopraffatto dal fumo. Bob corre fuori dell'albergo con i bambini di Marsden e viene trattato come un eroe. Scully sfrutta il ricovero di Mulder presso l'ospedale per terminare le indagini del collega: crede che l'assassino usi un acceleratore altamente infiammabile, come propellente per razzi, per scatenare i fuochi. Scully crede inoltre di essere in grado di riconoscere la persona cercata: un uomo di nome Cecil Lively, che ha lavorato per due delle vittime e, adesso, per i Marsden. Ricercando negli archivi, trova inoltre il suo nome in diversi casi di incendi, in alcuni dei quali è dato per morto. Gli agenti corrono alla casa di Cape Cod e fanno allontanare la famiglia. Mulder scopre Greene mentre si scambia un bacio appassionato con Sir Marsden e rimane deluso. Mulder e Scully incontrano Bob Cecil, che ha manomesso l'intera abitazione in modo che questa prenda fuoco. Mulder viene paralizzato dalla paura davanti al fuoco. Phoebe schizza su Bob l'acceleratore e lui scoppia in fiamme. Mulder e gli altri scappano dalla casa e guardano come questa viene consumata dal fuoco. Bob riesce miracolosamente a sopravvivere: la sua pelle si rigenera a una velocità sorprendente. Viene curato in una camera ipobarica.
- Altri interpreti: Amanda Pays (Phoebe Green), Mark Sheppard (Bob), Dan Lett (Sir Malcolm Marsden), Laurie Paton (Sig.na Marsden), Duncan Fraser (Beatty), Phil Hayes (Autista#1), Keegan MacIntosh (Michael Marsden), Lynda Boyd (Donna nel bar), Christopher Gray (Jimmie Marsden), Alan Robertson (Uomo dai capelli grigi).

## Contatti
- Titolo originale: Beyond the Sea
- Diretto da: David Nutter
- Scritto da: Glen Morgan e James Wong

### Trama
Dopo una visita dei genitori, Scully riceve una telefonata dalla madre, Margaret, che le riferisce la tragica notizia della improvvisa morte del padre per un attacco cardiaco; appena prima di rispondere al telefono, aveva visto un'apparizione di suo padre seduto su una sedia, che cercava di parlarle, ma senza emettere alcun suono. Scully torna al lavoro sperando che tenere la mente occupata le permetta di non pensare alla morte del padre. Mulder si sta interessando ad un caso riguardante il rapimento di una giovane coppia vicino alla Jackson University. Un rapimento simile era accaduto presso un'altra università esattamente un anno prima. I due ragazzi furono trovati morti, dopo essere stati torturati per giorni. L'unica pista che si ha è un uomo di nome Luther Lee Boggs, in attesa della sua esecuzione presso la camera a gas della Carolina del Nord, che avverrà tra una settimana. Boggs asserisce di poter scoprire chi sia il serial killer e dove si trovino i ragazzi, grazie al suo potere di parlare con i defunti e prova la sua asserzione descrivendo un braccialetto indossato dalla ragazza rapita. Egli spera di ottenere la commutazione della pena in ergastolo, prestando aiuto per la risoluzione di questo caso, ma Mulder stavolta non appoggia l'ipotesi paranormale: crede che sia soltanto una messa in scena di Boggs e di un complice, per evitare la pena di morte. Prima di partire per la Carolina del Nord, Scully assiste alle esequie del padre. Le ceneri del Capitano William Scully vengono sparse in mare mentre viene suonata la canzone "Beyond the Sea" in sottofondo. Gli agenti si incontrano con Boggs nella prigione della Carolina del Nord. Mulder dà un piccolo pezzo di stoffa a Boggs, che va in trance e descrive dei punti di riferimento vicino al covo del rapitore. Mulder rivela però che la stoffa è stata tagliata da una sua t-shirt e che non ha nulla a che fare con le vittime. Convinto che Boggs sia un imbroglione, Mulder esce, lasciando Scully sola con Boggs. Egli allora comincia a cantare "Beyond the Sea" e per un attimo appare a Scully con il volto del padre, appena defunto. Scully, scossa dall'accaduto, torna in albergo, ma per strada riconosce i punti di riferimento descritti da Boggs durante la trance. Entra così in un deposito abbandonato lì vicino e rinviene delle tracce del rapitore e delle vittime. La polizia viene avvisata della scoperta, ma Scully non racconta né a loro né a Mulder delle apparizioni del padre. Mulder è convinto che Boggs sia in contatto con qualcuno implicato nel rapimento, non col mondo degli spiriti. Gli agenti si incontrano con Boggs per la seconda volta ed egli dice che le vittime sono tenute prigioniere in una casa galleggiante su un determinato lago. Grazie a queste informazioni, l'FBI arriva immediatamente al sequestratore, che però riesce a fuggire con uno dei due ragazzi rapiti, Jim Summers, dopo aver sparato a Mulder esattamente nei pressi di una croce bianca, come aveva previsto Boggs. La ragazza, Liz Hawley, viene liberata e ricoverata. Identifica, tramite le foto segnaletiche, la persona che l'ha segregata: Lucas Henry. Con Mulder in ospedale, Scully continua da sola le indagini. Interroga nuovamente Boggs, che rivive l'esperienza di quando si salvò all'ultimo momento dalla camera a gas. In quell'occasione, dice, ha avuto la prima esperienza di contatto con il mondo degli spiriti. Si rifiuta di rivelare ulteriori dettagli su Jim Summers finché non gli sarà garantito che la sua sentenza di esecuzione verrà lasciata cadere. Inoltre, mostra a Scully di essere in grado di comunicare con il padre di lei, che ha qualcosa da dirle. Scully incontra il direttore della prigione per chiedere di sospendere l'esecuzione di Boggs, ma la richiesta le viene negata. Rimasta senz'altra scelta, Scully mente a Boggs, dicendogli che l'accordo è stato accettato. Boggs si mette in contatto con il mondo degli spiriti e descrive una fabbrica di birra abbandonata, scelta da Henry Lucas come nuovo covo. Afferma inoltre di essere a conoscenza del fatto che l'accordo non è andato a buon fine, ma di aver deciso ugualmente di aiutarla, dato che lei aveva tentato di intercedere per lui. Scully partecipa all'irruzione dell'FBI alla fabbrica di birra e si salva grazie agli avvertimenti di Boggs. Jim Summers viene salvato, mentre Henry muore cadendo da un ponte pericolante. Boggs promette a Scully di trasmetterle, durante la propria esecuzione, il messaggio del padre. Scully decide però di non assistervi, perché, come racconta a Mulder, sa già cosa suo padre voleva dirle: "era pur sempre suo padre".
- Altri interpreti: Brad Dourif (Luther Lee Boggs), Don S. Davis (Capitano William Scully), Sheila Larken (Margaret Scully), Lawrence King-Phillips (Lawrence King-Phillips), Fred Henderson (Fred Henderson), Don MacKay (Don MacKay), Lisa Vultaggio (Lisa Vultaggio), Chad Willett (Chad Willett), Kathrynn Chisholm (Kathrynn Chisholm)
- Note: in questo episodio compaiono per la prima volta i genitori di Dana Scully, Margaret e William Scully. Mentre Margaret farà ritorno in altri tredici episodi, William apparirà solamente in un altro episodio.

## Passione omicida
- Titolo originale: Gender Bender
- Diretto da: Rob Bowman
- Scritto da: Paul Barber e Larry Barber

### Trama
Una donna di nome Marty seduce un uomo d'affari in una discoteca alla moda. La coppia si reca in un motel e ha un rapporto sessuale. Subito dopo l'uomo d'affari è colto da convulsioni e muore. Prima che Marty lasci il motel, il suo fisico cambia e si trasforma in un uomo. Mulder e Scully vengono assegnati al caso. Mulder collega la morte a una serie di altri delitti nei quali le vittime sono morte al culmine della passione. Gli esami medici rivelano una elevata presenza di feromoni nel sangue della vittima. Il detective collega inoltre a questi anche due assassinii avvenuti in una remota città del Massachusetts dove abitano I Congiunti, una setta di isolazionisti religiosi famosa per l'astinenza e per la pura fede cristiana. Gli agenti raggiungono il villaggio rurale dove i membri della setta permettono loro di entrare solo dopo aver lasciato le loro armi. Mentre Mulder e Scully cenano con I Congiunti, Fratello Aaron comincia improvvisamente a soffocare. A Scully viene impedito dagli altri membri della setta di prestare aiuto all'uomo, che viene condotto via. Gli agenti compiono alcune indagini clandestine durante la notte. I due vengono attirati dall'attività che proviene da una grotta sotto un granaio. Mulder si fa strada all'interno e assiste ad una cerimonia religiosa centrata intorno al corpo di Fratello Aaron. Nello sforzo di tenere nascosta la sua presenza, Mulder rimane intrappolato all'interno di una cripta dove il corpo di Aaron viene messo in una strana sostanza molliccia e ricoperta di una membrana elastica. Il detective assiste alla trasformazione in donna del corpo di Fratello Aaron e al suo ritorno in vita. Scully, nel frattempo, viene attratta in disparte da Fratello Andrew, un membro della setta che possiede un potere ipnotico simile a quello di Marty. Andrew dice a Scully di credere che a compiere gli omicidi sia stato Fratello Martin. Ma prima di rivelarle come Martin uccide, Andrew fa cadere Scully in trance e comincia a baciarla. Mulder irrompe fuori della cripta e salva Scully prima che l'uomo possa avere un rapporto con lei. A Mulder e Scully viene permesso di lasciare la città. I due hanno un colpo di fortuna quando una delle vittime di Martin riesce a scappare incolume. Questi descrive come il suo assalitore abbia cambiato sesso proprio davanti ai suoi occhi. La polizia rintraccia Marty in un albergo dopo che ha ordinato del cibo usando la carta di credito di una delle vittime. Marty, in un soliloquio, spiega di aver scoperto il contatto e il sesso con uomini e donne umani, vietati alla sua specie, senza poterne più fare a meno. Si aspetta una punizione dai suoi simili per questo e sa che lo troveranno, perché "il giorno è vicino e non partiranno senza di lui". Mulder e Scully irrompono nella camera d'albergo e trovano l'ultima vittima di Marty che in un primo momento riesce a fuggire. Si trasforma da donna in uomo sotto gli occhi di Mulder e lo colpisce. Scully lo insegue, ma viene raggiunto prima dai membri dei Congiunti. Uno di loro, lo stesso che aveva irretito Scully, la convince a non sparare contro di loro e in un attimo riescono a fuggire. Scully e Mulder, con l'aiuto della polizia, perquisiscono il villaggio dove la setta vive, ma trovano tutto completamente abbandonato. La grotta che aveva visitato Mulder è stata murata. Solo un indizio indica loro dove siano andati: figure geometriche distinte e linee intagliate in un cerchio nel grano - le stesse che vengono associate ai segni di un atterraggio di UFO.
- Altri interpreti: Brent Hinkley (Brother Andrew), Michele Goodger (Sister Abigail), Peter Stebbings (Marty-maschio), Kate Twa (Marty-femmina), Nicholas Lea (Michael), Mitchell Kosterman (Detective Horton), Paul Batten (Fratello Wilson), Doug Abrahams (Agente#2), Aundrea MacDonald (Ragazza carina), John R. Taylor (Marito), Grai Carrington (Uomo alto), Tony Morelli (Poliziotto), Lesley Ewen (Agente#1), David Thomson (Fratello Oakley).
- Note: in seguito l'attore Nicholas Lea tornerà a recitare nella serie tv nel ruolo di Alex Krycek.

## Ritorno dall'aldilà
- Titolo originale: Lazarus
- Diretto da: David Nutter
- Scritto da: Alex Gansa e Howard Gordon

### Trama
Scully ed un agente dell'FBI, Jack Willis, si appostano in una banca dopo che un informatore anonimo ha rivelato che quello stesso giorno ci sarà una rapina. In effetti, poco prima della chiusura della banca, Warren Dupre tenta di rapinarla mentre sua moglie, Lula Phillips, lo aspetta fuori con la macchina accesa. I due agenti dell'FBI intervengono, ma Dupre colpisce Willis al torace; Scully risponde al fuoco ferendo a morte Dupre. Al pronto soccorso dell'ospedale, i dottori cercano di rianimare Willis, in arresto cardiaco già da diversi minuti, su insistenza di Scully. Quando ormai non sembrano esserci più speranze, il cuore di Willis riprende a battere, ma, a loro insaputa, la personalità del defunto Dupre si impossessa del corpo dell'agente. Più tardi, Willis, posseduto, lascia la sua stanza; trova nell'obitorio il suo precedente corpo e gli taglia delle dita, al fine di rimuovere la fede d'oro del suo matrimonio. Nel frattempo, Scully e Mulder cominciano la ricerca del disperso Willis: quando Mulder viene a conoscenza dell'anello mancante, comincia a sospettare un trasferimento di corpi tra i due morti. Willis si reca dal fratello di Lula, Tommy, nel tentativo di rintracciare sua moglie. L'uomo lo incolpa inoltre di aver fatto la soffiata all'FBI sul colpo in banca e lo uccide. Willis, ricercato dall'FBI dopo la sparizione in ospedale, ricompare sul luogo del delitto di Tommy durante le indagini. Racconta di non essere in grado di ricordare niente di quanto accaduto. Mulder scopre un'impronta digitale fresca sulla televisione di Tommy, impronta lasciata da Willis. Quella prova, però, scompare subito dopo essere stata affidata allo stesso Willis. Mulder sospetta di Willis e gli chiede di firmare un biglietto di compleanno per Scully: Willis non dà segno di sapere che lui e Scully compiono gli anni lo stesso giorno e, soprattutto, usa la sinistra per scrivere, come Dupre, mentre Willis è destro. Willis e Scully, grazie ad una soffiata, individuano dove si trova Lula. Dopo un inseguimento, Scully riesce ad immobilizzare Lula, ma Willis interviene: prende la pistola di Scully e la obbliga ad ammanettarsi. Cerca allora di convincere Lula di essere Dupre e di abitare un corpo non suo e Scully finalmente si convince della tesi di Mulder. Dopo avere visto Willis consumare una grande quantità di bibite zuccherate, Scully rivela ai due rapitori che Willis è diabetico e che necessita quindi di insulina per sopravvivere. Quando una farmacia viene derubata di insulina e siringhe, Mulder restringe la zona d'interesse dell'indagine per ritrovare Scully. Scully sta per somministrare l'insulina a Willis, ma Lula glielo impedisce. Era stata lei, e non suo fratello Tommy, a fare la soffiata all'FBI sul colpo alla banca, per liberarsi di Dupre e per non dover dividere il bottino. Con Willis in gravi condizioni, Lula telefona al quartier generale dell'FBI e chiede un milione di dollari di riscatto perché Scully possa ritornare sana e salva. Analizzando la chiamata, Mulder e i suoi uomini restringono ancora l'area di ricerca. Willis, in punto di morte, si impadronisce dell'arma di Lula, le dichiara il suo amore un'ultima volta e tira il grilletto. Gli agenti dell'FBI circondano la casa ed intervengono, ma Willis intanto muore. Scully, incolume, viene liberata.
- Altri interpreti: Christopher Allport (Jack Willis), Cec Verrell (Lula Phillips), Jackson Davies (Agente Bruskin), Jason Schombing (Warren James Dupre), Callum Keith Rennie (Tommy), Jay Brazeau (Professor Varnes), Lisa Bunting (Dottore numero 1), Peter Kelamis (O'Dell), Brenda Crichlow (Reporter), Mark Saunders (Dottore numero 2), Russell Hamilton (Agente Daniels).

## Morte apparente
- Titolo originale: Young at Heart
- Diretto da: Michael Lange
- Scritto da: Scott Kaufer e Chris Carter

### Trama
L'agente Reggie Purdue chiede a Mulder e Scully di aiutarlo nelle indagini riguardanti un furto presso una gioielleria. Purdue, vecchio amico di Mulder, ha richiesto la sua assistenza a causa di un messaggio destinato a lui trovato sul luogo della rapina. Questo foglietto ricorda biglietti con messaggi simili lasciati da John Barnett, un criminale arrestato durante il primo caso di cui si occupò Mulder per l'FBI. Barnett fu alla fine catturato e condannato all'ergastolo. Morì in prigione quattro anni addietro. Mulder però ha un sospetto: che Barnett sia vivo e che lo stia cercando per vendicarsi. Un tecnico del laboratorio analizza il messaggio e conclude che, con grande probabilità, è stato scritto proprio da Barnett e non più di 48 ore prima. Nel frattempo, Scully e Purdue visionano una registrazione della cattura di Barnett effettuata dall'FBI anni prima. Nel video si vede che Mulder aveva l'opportunità di uccidere Barnett, ma poiché un ostaggio era nelle vicinanze ha esitato. Quella esitazione ha permesso a Barnett di ferire l'ostaggio, il conducente della macchina blindata, e di uccidere un agente dell'FBI. Mulder a quel punto fece fuoco e ferì Barnett, ma non si è mai perdonato di non aver evitato l'omicidio del suo collega. Scully compie delle indagini sulla morte di Barnett e scopre delle incongruenze nella cartella clinica. Inoltre, viene a conoscenza che Barnett, solo al mondo, lasciò nel testamento tutto ad un suo compagno di cella, Joe Crandall. Lei e Mulder si recano allora ad interrogare quest'uomo, il quale giura di aver visto Barnett vivo, immobilizzato ad un letto operatorio, la notte in cui è stato dato per morto. Dichiara inoltre di aver visto un medico della prigione, il dottor Ridley, amputare la mano destra di Barnett e di aver subito minacce dal medico. Mulder telefona a Purdue riferendogli le novità, ma durante la conversazione Purdue viene attaccato e strangolato. Mulder e Scully corrono sulla scena del delitto ma arrivano troppo tardi. Un altro messaggio di Barnett viene trovato sul corpo di Purdue. Gli agenti vanno a fare una visita all'Istituto Nazionale di Salute, dove incontrano il dottor Austin. Questi spiega che il dottor Ridley è stato allontanato dall'ordine dei medici a seguito di alcuni suoi esperimenti su dei bambini afflitti da progeria, una malattia che accelera il processo dell'invecchiamento e causa una morte prematura. Si dice che Ridley abbia comunque proseguito i suoi esperimenti in Sudamerica, nella ricerca di un metodo per invertire il processo d'invecchiamento. Mulder si convince che Ridley abbia usato Barnett per i suoi esperimenti. Il dottor Ridley si mette in contatto con Scully e spiega di aver effettivamente ottenuto dei risultati con i suoi esperimenti ma che tutti i soggetti a cui ha somministrato il suo preparato, lui compreso, si sono ammalati della stessa malattia che porta i bambini affetti da progeria alla morte. L'unico che si è salvato da questo male è proprio Barnett, col quale Ridley ha usato una tecnica diversa. Ridley è inoltre riuscito a ricostruire a Barnett un arto, per sostituire quello che gli aveva amputato; non un arto umano, ma di salamandra. Mulder viene a sapere da Gola Profonda che Barnett ha rubato gli appunti di Ridley sull'inversione del processo di invecchiamento e che il governo degli Stati Uniti sta prendendo accordi con lui per avere quelle informazioni. Scully intanto si rende conto di esser stata presa di mira da Barnett; con Mulder ed altri agenti, prepara allora una trappola all'interno di un teatro dove Scully si appresta ad incontrare un'amica. Barnett, dopo aver sparato a Scully che si salva grazie ad un giubbotto antiproiettile, prende in ostaggio una violoncellista. Mulder, ritrovandosi nella stessa situazione del primo arresto di Barnett, decide stavolta di sparare, non curandosi del regolamento dell'FBI, che vieta di mettere a rischio inutilmente la vita degli ostaggi. In ospedale, mentre i dottori cercano di salvare Barnett, un agente della CIA tenta inutilmente di farsi dire dove siano nascosti i preziosi documenti.
- Altri interpreti: Dick Anthony Williams (Agente Reggie Purdue), Alan Boyce (John Barnett da giovane), Christine Estabrook (Agente Henderson), Graham Jarvis (Dottore NIH), Jerry Hardin (Gola Profonda), Robin Mossley (Dottor Joe Ridley), Merrilyn Gann (Prosecuting Attorney), Gordon Tipple (Joe Crandall), William B. Davis (Agente della CIA), Courtney Arciaga (bambino), David Petersen (John Barnett), Robin Douglas (Computer Tekkle).
- Note: la malattia sulla quale il dottor Ridley conduce gli esperimenti è la progeria. Il dottor Ridley era soprannominato Dottor Mengele e Dottor Frankenstein. L'Uomo che fuma compare in questo episodio accreditato come agente della CIA.

## Ospiti interplanetari
- Titolo originale: E.B.E.
- Diretto da: William A. Graham
- Scritto da: Glen Morgan e James Wong

### Trama
Mulder e Scully investigano su un avvistamento UFO a Reagan, Tennessee. Interrogano un conducente di camion di nome Ranheim che dice di aver sparato col suo fucile ad un oggetto misterioso nel cielo. Ranheim però cambia i dettagli della sua storia, spingendo Mulder a credere che abbia qualcosa da nascondere. Gli agenti comprendono inoltre che egli manifesta i sintomi della Sindrome della Guerra del Golfo, una malattia che normalmente affligge i veterani del conflitto in Iraq, anche se lui afferma di non essere un veterano di quella guerra. Dopo ulteriori indagini, Scully scopre che il vero nome di Ranheim è Frank Druce, un ufficiale delle Operazioni Speciali in Iraq che era stato ammesso all'ospedale per curare la sua malattia. Nel frattempo Mulder riceve delle informazioni riservatissime da Gola Profonda riguardanti il fatto che Druce stava trasportando il relitto di un UFO che era stato abbattuto sopra lo spazio aereo iracheno. Altri indizi attestano che l'autocarro è un tranello e che il vero relitto è custodito a Fort Benning, in Georgia. Mulder e Scully comprendono che Gola Profonda ha fornito loro deliberatamente delle false informazioni. Quando Mulder lo incontra, egli ammette che ha cercato di portare le indagini lontano dal camion, giustificando la sua azione con l'affermazione che il paese non è ancora pronto a comprendere un segreto governativo di tale portata. Conferma inoltre che gli agenti sono sotto continua sorveglianza. Decisi a scoprire la verità, Mulder e Scully riprendono la loro ricerca del camion. La loro diligenza viene ricompensata ed il veicolo viene localizzato su una remota carreggiata. Mentre seguono il camion da lontano, il veicolo degli agenti viene sommerso improvvisamente da una luce intensa. Il camion si è fermato davanti a loro e non c'è traccia del conducente. Quando gli agenti aprono le porte posteriori dell'automezzo, trovano una specie di sala operatoria, dove forse era stato mantenuta in vita un'Entità Biologica Extraterrestre, o EBE. Un particolare, però, permette a Mulder di accorgersi di non esser stato testimone di un avvistamento, ma di una messinscena organizzata per deviare le loro indagini. Mulder e Scully sospettano che l'EBE sia stato trasportato in un luogo governativo top secret vicino alla zona in cui nella settimana precedente sono stati registrati parecchi avvistamenti UFO. Con l'aiuto di un gruppo estremista che sorveglia l'operato governativo, denominato "I Guerrieri Solitari", gli agenti ottengono l'accesso all'area, ma non per il livello 6, necessario per la parte top secret della base. La presenza degli agenti viene scoperta, ma Mulder cerca di raggiungere il livello 6 e vedere l'EBE, ma viene bloccato dagli agenti di sorveglianza. Interviene Gola Profonda in persona in suo soccorso che gli spiega che l'EBE è morto e che non si trova più in quel luogo. Rivela inoltre che dopo l'incidente UFO di Roswell del 1947, i governi più potenti del mondo hanno firmato un trattato top secret in cui ordinavano l'eliminazione di qualsiasi EBE che fosse atterrato nei loro territori. Gola Profonda fu una delle tre persone ad aver eseguito l'assassinio dell'EBE di Roswell, aggiungendo che da sempre quel ricordo lo tormenta. Per fare ammenda per quel gesto, ha scelto a suo tempo di aiutare Mulder nelle sue indagini, quando e se possibile.
Mulder viene liberato, ma rimane incerto su quale versione del racconto di Gola Profonda credere vera.
- Altri interpreti: Jerry Hardin (Gola Profonda), Allan Lysell (Chief Rivers), Peter LaCroix (Ranheim Frank Druce), Bruce Harwood (John Fitzgerald Byers), Dean Haglund (Richard Ringo Langly), Tom Braidwood (Melvin Frohike), Roger R. Cross (Agente Green), Ellie Harvie (Bigliettaia).
- Note: "EBE" è la sigla usata per identificare un'Entità biologica extraterrestre (Extraterrestrial Biological Entity). Questo episodio segna la prima apparizione dei membri dei Pistoleri Solitari (in inglese The Lone Gunmen). Per infiltrarsi nella base militare Mulder si qualifica come Tom Braidwood, che è il nome dell'attore che interpreta Melvin Frohike.

## Poteri miracolosi
- Titolo originale: Miracle Man
- Diretto da: Michael Lange
- Scritto da: Howard Gordon e Chris Carter

### Trama
La curiosità di Mulder viene stimolata quando Scully gli mostra un video nel quale il reverendo Calvin Hartley e il suo figlio adottivo di 18 anni, Samuel tengono una predica per la loro congregazione del Ministero del Miracolo. Nel nastro Samuel mette la sua mano su una donna sofferente. Scully spiega che la donna è stata poi portata urgentemente in ospedale, dove è morta per cause indefinite. Gli agenti si recano in una remota città del Tennessee dove il reverendo Hartley e i suoi seguaci hanno allestito il loro campo base. Là parlano con lo Sceriffo Daniels, che spiega di credere che Samuel possegga letteralmente il tocco della morte. Samuel scompare misteriosamente, ma viene subito rintracciato in un bar; Daniels, imputandolo come sospettato di omicidio lo mette agli arresti. Al palazzo di giustizia Samuel richiede al giudice di non essere liberato su cauzione, in quanto teme di poter uccidere di nuovo qualche parrocchiano se lasciato libero. Ma il giudice concede la liberazione su cauzione, che permette a Samuel di essere liberato. Improvvisamente e inesplicabilmente la sala d'udienza viene sommersa da uno sciame di locuste, creando una scena che assomiglia a una piaga biblica. Dopo che Samuel è stato liberato, il reverendo Hartley preme su Samuel affinché compia dei miracoli alla prossima riunione della chiesa e chiede che a quella riunione siano presenti anche Mulder e Scully. L'evento si trasforma di nuovo in tragedia quando una malata di sclerosi multipla cade in preda a convulsioni e muore. L'autopsia preliminare suggerisce che la donna, Margaret Hohman, sia morta per avvelenamento. Mulder sospetta che Samuel sia innocente e che qualcun altro avveleni i parrocchiani della chiesa del Ministero del Miracolo; egli confida la sua conclusione allo Sceriffo Daniels e poco dopo Samuel viene trovato morto nella sua cella, pestato a morte da tizi sconosciuti. Gli agenti ritornano al palazzo di giustizia dove Samuel è stato accusato e trovano delle prove che qualcuno ha buttato delle locuste nel sistema di ventilazione. Gli agenti riescono a rintracciare gli insetti e una sostanza altamente velenosa a base di cianuro, da Leonard Vance, una vittima di un incidente che Samuel ha riportato in vita. Prima che Vance sia arrestato, Samuel ritorna dalla morte per chiedergli il perché abbia avvelenato i suoi parrocchiani. Vance arrabbiato mostra le cicatrici e la carne bruciata e ammette di aver cospirato per schiacciare la fede dei parrocchiani nel suo guaritore più grande. Vance ingerisce una dose letale di insetticida prima che gli agenti arrivino a casa sua, ma prima di morire dice che Samuel è risorto dalla morte. Questa rivelazione demoralizza lo sceriffo Daniels, che aveva ordinato un pestaggio di Samuel mentre era in prigione. Daniels viene avvicinato più tardi dal vicesceriffo Tyson, che rivela che l'Avvocato del Distretto sta investigando sul suo ruolo nella morte di Samuel. La scena si chiude con la sparizione del cadavere di Samuel, e con la relativa testimonianza di un'infermiera dell'obitorio, la quale afferma di averlo visto camminare e allontanarsi da quel posto.
- Altri interpreti: R.D. Call (Maurice Daniels), Scott Bairstow (Samuel Hartley), George Gerdes (Reverendo Calvin Hartley), Dennis Lipscomb (Leonard Vance), Walter Marsh (Giudice), Campbell Lane (Padre di Hohman), Chilton Crane (Margaret Hohman), Howard Storey (Capo dei vigili del fuoco), Lisa Ann Beley (Beatrice Salinger), Alex Doduk (giovane Samuel), Roger Haskett (Deputato Tyson), Iris Quinn (Lillian Daniels), Tali Cherniawsky (Ragazza che urla - non accreditata).

## Metamorfosi
- Titolo originale: Shapes
- Diretto da: David Nutter
- Scritto da: Marilyn Osborn

### Trama
In un remoto ranch nella campagna del Montana, Jim Parker e suo figlio Lyle vengono attaccati da una bestia feroce simile a un lupo. Ostacolato dall'oscurità e da un furioso temporale, Jim spara col suo fucile all'animale uccidendolo. Quando esamina il corpo però, Jim scopre di aver ucciso un nativo di nome Joseph Goodensnake. Mulder convince Scully ad aiutarlo nelle indagini, che ad un primo sguardo non sembrano riguardare il soprannaturale, ma piuttosto un tragico incidente. Interrogano Jim Parker, il quale spiega che qualcuno, o qualcosa, aveva mutilato il suo bestiame. Insiste inoltre nel dire di aver sparato a una creatura simile ad un lupo e non a Goodensnake. La curiosità di Mulder viene stimolata quando scopre un pezzo di pelle traslucida nel punto in cui è stato recuperato il corpo di Goodensnake. Gli agenti vanno nella Riserva Indiana di Trego, dove lo Sceriffo Charlie Tskany permette loro di esaminare il corpo di Goodensnake. Scoprono che i canini di Goodensnake sono anormalmente lunghi, non dissimili da quelli di un animale selvatico. Lo sceriffo però rifiuta la richiesta di Scully di compiere un'autopsia particolareggiata, citando rituali della sepoltura dei Nativi Americani. Mentre i membri della tribù bruciano il corpo di Goodensnake nel cimitero, Mulder spiega a Scully che il primo X-Files fu creato da John Edgar Hoover. Il file riguardava una serie di omicidi avvenuti negli Stati Uniti durante la Seconda Guerra Mondiale nei quali le vittime venivano picchiate a morte da quello che la polizia ha creduto fosse un animale selvatico. Un animale è stato seguito e ucciso dalla polizia, ma quando hanno recuperato la carcassa, hanno ritrovato solo il corpo di un uomo. Scully insiste che è fisicamente impossibile per un umano cambiare forma. Lyle Parker arriva al cimitero per offrire le sue condoglianze alla sorella di Goodensnake, Gwen, la quale ha uno scatto d'ira ed insiste di essere lasciata in pace. Non molto dopo la cremazione, Mulder e Scully scoprono il cadavere mutilato di Jim Parker presso il suo ranch. Trovano anche Lyle Parker che giace nudo nel fango li vicino. Scully trasporta Lyle all'ospedale per curarlo mentre Mulder e lo Sceriffo Tskany continuano le indagini. Tskany porta Mulder a casa di Ish, un anziano mistico della stessa tribù di Goodensnake. Ish spiega che gli attacchi accaduti durante la seconda guerra mondiale erano il risultato di un Manitou, uno spirito cattivo capace di trasformare un uomo in una bestia. Tskany ipotizza che se il potere si tramanda di generazione in generazione anche Gwen può essere in grado di trasformarsi, e quindi vendicare suo fratello uccidendo Jim Parker. Ma quando Gwen viene interrogata, dichiara di aver visto una creatura simile ad un lupo attaccare ed uccidere Jim Parker. Mulder e Tskany comprendono allora che Lyle ha acquisito il potere di trasformarsi dopo essere stato morso dalla bestia. Tornano di corsa al ranch dei Parker, dove Mulder libera Scully sparando e uccidendo la creatura. Alcuni istanti dopo la creatura si ritrasforma in Lyle.
- Altri interpreti: Ty Miller (Lyle Parker), Michael Horse (Sceriffo Charles Tskany), Donnelly Rhodes (Jim Parker), Jimmy Herman (Ish), Renae Morriseau (Gwen Goodensnake), Dwight McFee (David Gates), Paul McLean (Dottor Josephs).

## Morte nell'oscurità
- Titolo originale: Darkness Falls
- Diretto da: Joe Napolitano
- Scritto da: Chris Carter

### Trama
Mulder e Scully indagano sulla scomparsa di una trentina di boscaioli che schiarivano una remota foresta nello Stato di Washington. Nelle indagini collaborano anche Larry Moore, un membro del Servizio Forestale Federale, e Steve Humphreys, un impiegato della compagnia per cui lavoravano i boscaioli scomparsi. Moore e Humphreys sospettano che i boscaioli siano potuti essere stati uccisi da militanti ambientalisti o ecoterroristi, che stanno promuovendo una campagna di distruzione contro le compagnie del legname come ritorsione per la rovina delle foreste americane causata dalle stesse. Mentre il gruppo sta viaggiando lungo una strada sterrata, uno pneumatico della loro 4 x 4 cade vittima di un sabotaggio. Rimasto senz'altra scelta, il quartetto continua a piedi. Scoprono l'accampamento abbandonato di un boscaiolo e, appeso ad un albero lì vicino, uno strano oggetto simile ad un bozzolo. Quando il bozzolo viene aperto, il gruppo trova al suo interno un cadavere grottescamente avvizzito. Poco dopo, Doug Spinney, un ecoterrorista sospettato di aver sabotato l'equipaggiamento, arriva al campo a piedi perché la sua jeep ha finito la benzina. Li avverte che strane creature simili a insetti abitano la foresta e quando scende l'oscurità discendono dal cielo in cerca di prede. La sola cosa che le creature temono, aggiunge, è la luce. Humphreys deride la storia di Spinney, credendola una copertura per la scomparsa dei boscaioli. Frustrato dal rifiuto di Moore di arrestare Spinney, Humphreys si appresta a tornare in città da solo. Durante il tragitto, i piccoli insetti lo sommergono. Mulder, Scully, Moore e Spinney esaminano un tronco d'albero gigante che giace nella foresta. Moore prende un campione dal suo centro e trova alcuni insetti che si cibano al suo interno. Questo lo spinge a ipotizzare che queste creature dormienti sono state risvegliate quando i boscaioli hanno tagliato l'albero. Mulder permette a Spinney di portare la benzina rimasta del gruppo elettrogeno alla jeep bloccata, che si trova due valli più in là. Moore non approva la decisione di Mulder, certo che le creature attaccheranno non appena scenderà l'oscurità e il generatore si fermerà per aver finito il combustibile. Scully viene colta dal panico quando innumerevoli insetti fosforescenti sciamano all'interno della cabina quella stessa notte, attendendo che anche l'ultimo bagliore della lampada si spenga. Ma il combustibile del generatore dura fino all'alba, tenendo una luce ardente e risparmiando al gruppo una fine orribile. Comprendendo che non appena verrà buio verranno di nuovo attaccati, il terzetto decide di portare uno pneumatico ancora funzionante di un veicolo sabotato alla jeep abbandonata. Ma quando localizzano il 4 x 4, inorridiscono nello scoprire il cadavere di Humphrey all'interno di un bozzolo. Spinney improvvisamente appare con la jeep come aveva promesso. Trasporta gli altri attraverso la foresta a tutta velocità, sperando di sfuggire all'oscurità. Lungo la strada, gli pneumatici della jeep vengono forati da alcuni oggetti metallici che lo stesso Spinney aveva piantato sulla strada sterrata per sabotare i veicoli dei boscaioli. Un sciame di insetti discende sulla jeep ed ognuno di loro viene avvolto da un bozzolo. Il gruppo viene liberato da personale medico militare, che li trasporta in un ospedale per le cure del caso. L'intera area verrà bonificata con incendi controllati e pesticidi, nella speranza di evitare che lo sciame possa spostarsi e attaccare altrove.
- Altri interpreti: Jason Beghe (Larry Moore), Tom O'Rourke (Steve Humphreys), Titus Welliver (Doug Spinney), David Hay (Uomo vestito), Barry Greene (Bob Perkins), Ken Tremblett (Tintore).

## Creatura diabolica
- Titolo originale: Tooms
- Diretto da: David Nutter
- Scritto da: Glen Morgan e James Wong

### Trama
I superiori di Scully le ricordano che anche le indagini relative a tutti gli X-Files devono conformarsi alle procedure dell'FBI. Scully ribatte dicendo che la natura straordinaria di questi casi impone che vengano utilizzati mezzi di indagine non ortodossi, ma la sua obiezione viene respinta. Nel frattempo, Eugene Tooms, un serial killer con insolite abilità, viene interrogato dalla commissione per la liberazione sulla parola. Mulder, che ha aiutato a incarcerare Tooms, testimonia all'interrogatorio. Ma i presenti si interrogano sulla credibilità di Mulder quando afferma che gli omicidi di Tooms risalgono fino a circa cent'anni addietro, e che Tooms è in grado di allungare il suo corpo, una capacità ottenuta attraverso l'ingestione di fegati umani. Tooms viene liberato dalla casa di salute e messo sotto la cura del Dottor Aaron Monte. Mulder è sicuro che Tooms commetterà un altro assassinio non appena se ne presenterà l'opportunità e infatti lo tiene sotto continua sorveglianza; nel frattempo Scully indaga sugli assassini più recenti sperando di riuscire a provare la colpevolezza di Tooms al riguardo. Scully richiede l'aiuto di Frank Briggs, un detective in pensione che ha accumulato le prove riguardanti gli omicidi, una serie di cinque omicidi che avvengono ogni trenta anni. Ella nota che nel 1933, un fegato umano venne scoperto vicino ad un sotterraneo di un impianto chimico, ma il corpo della vittima non fu mai ritrovato. Briggs sostiene che Tooms abbia occultato il corpo perché qualcosa del cadavere potrebbe incolparlo dell'omicidio. Scully e Briggs si avventurano all'impianto chimico e recuperano un corpo sepolto all'interno delle fondamenta di cemento. Usando un sofisticato software, la traccia di un morso sul corpo della vittima viene confrontato con l'impronta dentale di Tooms. Intanto Tooms si libera dalla sorveglianza di Mulder e introducendoci nella sua abitazione inscena una finta aggressione da parte dell'agente dell'FBI. Mulder viene arrestato e interrogato. Egli nega veementemente le dichiarazioni fatte da Tooms ma non può provarlo. Scully l'appoggia dichiarando che si trovava con lei al momento della lite. Mulder viene liberato, ma gli viene intimato di stare lontano da Tooms. Mulder e Scully scoprono il corpo della quinta vittima di Tooms, il Dottor Monte. Comprendendo che Tooms cercherà di ibernarsi per altri 30 anni, Mulder e Scully mettono sotto sorveglianza l'edificio dove aveva fatto il nido precedentemente. Al posto del cadente edificio ora c'è un centro commerciale. Mulder ipotizza che il pozzo della scala mobile potrebbe essere il luogo ideale dove Tooms rifarebbe il suo nido. Si arrampica all'interno del pozzo, usando una pila per illuminare il suo percorso. Tooms improvvisamente però balza fuori dall'oscurità e attacca Mulder. Con l'aiuto di Scully l'agente riesce a liberarsi, dopodiché aziona la scala mobile. Tooms rimane così impigliato negli ingranaggi della scala mobile e viene schiacciato a morte.
- Altri interpreti: Doug Hutchison (Eugene Victor Tooms), Paul Ben-Victor (Dottor Aaron Monte), Mitch Pileggi (Walter Skinner), Henry Beckman (Detective Frank Briggs), Timothy Webber (Detective Talbot), André Daniels (Arlen Green), Jerry Wasserman (Dottor Plith), Frank C. Turner (Dottor Collins), Gillian Carfra (Christine Ranford), Pat Bermel (Frank Ranford), Mikal Dughi (Dottor Pamela Karetzky), Glynis Davies (Avvocato della difesa Nelson), Steve Adams (Avvocato dell'accusa Myers), Catherine Lough Haggquist (Dottor Richmond), William B. Davis (Uomo che fuma), Jan D'Arcy (Giudice Kann),
- Note: il personaggio di Eugene Victor Tooms era già apparso nell'episodio Omicidi del terzo tipo. Questo episodio è occasionalmente intitolato Squeeze II in alcune messe in onda americane. Il film che Mulder sta guardando è L'esperimento del dottor K..

## Reincarnazione
- Titolo originale: Born Again
- Diretto da: Jerrold Freedman
- Scritto da: Alex Gansa e Howard Gordon

### Trama
Il detective Sharon Lazard scopre Michelle, una bambina di otto anni smarrita e tremante fuori dall'entrata di un magazzino chiuso con delle assi. Lazard porta la ragazza al distretto dove viene interrogata dal detective Barbala. Durante l'interrogatorio, Barbala viene lanciato improvvisamente fuori da una finestra, cade per sei piani e muore. Data la natura misteriosa della morte, Mulder e Scully vengono chiamati sulla scena del delitto. Lazard è convinta che Barbala fosse solo con Michelle quando ha avuto luogo la tragedia. È convinta inoltre che Barbala non si sia suicidato. Michelle dice agli agenti che quando Barbala è morto, nella stanza era presente un altro uomo. La descrizione che Michelle fornisce è l'identikit dell'agente Charlie Morris, che è morto nove anni prima. Gli agenti interrogano il precedente partner di Morris, Tony Fiore, che afferma che Morris è stato assassinato da una banda dopo che un affare di droga è andato male. In realtà Fiore e un rappresentante di un'assicurazione di nome Leon Felder volevano intimidire Morris per potere attuare una frode ai danni dell'assicurazione, ma il loro piano è andato oltre e Morris è morto. Quando Felder scende da un autobus urbano, la sua sciarpa rimane impigliata nella porta della veicolo. Così mentre l'autobus continua il suo tragitto, Felder viene trascinato verso la sua morte. Michelle, a bordo l'autobus, osserva il corpo immobile di Felder. Dopo ulteriori indagini, gli agenti riescono a trovare il collegamento tra i decessi e la truffa all'assicurazione. Vanno quindi a interrogare la moglie di Tony, Anita, che è preoccupata per l'incolumità del marito che non è ancora rientrato dal lavoro. Durante l'interrogatorio, Anita paragona l'incidente alla scomparsa del suo primo marito, Charlie Morris. L'attenzione di Scully e Mulder viene attirata da alcuni origami a forma di animali sparsi per tutta la casa, figure simili a quelle fatte da Michelle. Mulder conclude quindi che Michelle è la reincarnazione di Charlie Morris, che vendica il suo assassinio uccidendo quelli che vi parteciparono. Michelle viene messa sotto ipnosi, ma quando lo spirito di Charlie comincia a rivivere l'assassinio, la madre di Michelle, Judy, ferma l'esperimento. Un videotape della sessione viene analizzato usando una sofisticata apparecchiatura. Esso rivela l'immagine di un piccolo uomo in tuta subacquea. Il referto dell'autopsia indica che Morris è stato affogato e che quindi il suo corpo è stato percosso per coprire la verità. Mulder conclude che Morris è stato affogato nella vasca del suo acquario domestico e l'ultima immagine che ha visto era quella del palombaro in miniatura all'interno dell'acquario stesso. Gli agenti corrono a casa di Tony Fiore. All'interno Michelle usa i suoi poteri psicocinetici per scagliare con violenza degli oggetti addosso a Tony. Mulder e Scully guadagnano l'ingresso della casa e calmano Michelle, i cui poteri si placano al diminuire della sua rabbia. Fiore viene processato e condannato per l'assassinio di Morris. La vita di Michelle ritorna normale.
- Altri interpreti: Brian Markinson (Tony Fiore), Mimi Lieber (Anita Fiore), Maggie Wheeler (Detective Sharon Lazard), Dey Young (Judy Bishop), Andrea Libman (Michelle Bishop), P. Lynn Johnson (Dottoressa Sheila Braun), Leslie Carlson (Dottor Spitz), Richard Sali (Felder), Dwight Koss (Detective Barbala), Peter Lapres (Harry Linhart), Jonathan Walker (Charlie Morris - non accreditato).

## Telepatia
- Titolo originale: Roland
- Diretto da: David Nutter
- Scritto da: Chris Ruppenthal

### Trama
Mulder e Scully investigano sulla morte del Dottor Ronald Surnow, uno scienziato aeronautico, che stava sviluppando un nuovo motore a jet che potrebbe raddoppiare la velocità degli aerei consumando la metà del carburante. Surnow è stato risucchiato nel motore quando è rimasto intrappolato all'interno della galleria del vento. I colleghi di Surnow, il Dottor Keats ed il Dottor Nollette, dicono agli agenti che un altro membro del team, Arthur Grable, è morto in un incidente d'auto non molto tempo fa. Gli agenti interrogano Roland Fuller, un custode ritardato mentale, che era la sola altra persona presente nel laboratorio al momento dell'incidente. La curiosità di Mulder viene stuzzicata dall'abilità di Roland nel manipolare numeri complessi. Ma il suo tentativo di collegare la calligrafia di Roland con alcune equazioni non identificate apparse su una lavagna al laboratorio non ha successo. Poco dopo, Roland uccide Keats spingendo la sua testa in un contenitore di azoto liquido e frantumandogli il cranio una volta gelato. Gli agenti indagano e si rendono conto che non appena Keats è stato assassinato, il colpevole ha avuto accesso ai file del computer che appartenevano al fu Arthur Grable. Durante una visita al laboratorio criogenico dove la testa di Gramble viene conservata, scoprono inoltre che Grable era il fratello gemello di Roland. Mulder predispone una sorveglianza continua su Nollette, che con ogni probabilità sarà la prossima vittima, dopo la scomparsa di Roland. Mulder ipotizza che tra i fratelli gemelli esista un collegamento psichico e Gamble stia controllando Roland dall'aldilà. Nollette ode per caso la teoria di Mulder e decide quindi di sabotare l'unità criogenica che contiene la testa di Arthur. Roland riesce ad avere accesso a un terminale di computer e completa una simulazione che spinge il modello del motore a reazione a superare Mach 15. Nollette appare improvvisamente con una pistola in mano. Ringrazia Roland Grable per avere risolto l'equazione, permettendogli di prendersi il merito. Roland si arrabbia e si scaglia contro Nollette. Dopo averlo colpito con una tastiera di un PC, lo chiude a chiave all'interno del tunnel ed accende il motore. Mulder e Scully riescono ad entrare nella stanza e chiedono a Roland, e non a Grable di ricordare il codice di accesso per potere spegnere il motore. Roland riesce a ricordare il codice e a spegnere la macchina.
- Altri interpreti: Željko Ivanek (Roland Fuller/Dottor Arthur Grable), Micole Mercurio (Misses Stodie), Kerry Sandomirsky (Tracy), Garry Davey (Dottor Keats), James Sloyan (Dottor Frank Nollette), Matthew Walker (Dottor Ronald Surnow), David Hurtubise (Barrington), Suleka Mathew (Lisa Dole), Bob Wilde (Detective).

## Nuove creature
- Titolo originale: The Erlenmeyer Flask
- Diretto da: R.W. Goodwin
- Scritto da: Chris Carter

### Trama
Mulder riceve un'informazione criptica da Gola Profonda riguardante un incidente nel quale un fuggitivo è riuscito ad eludere la polizia dopo un inseguimento ad alta velocità. Durante la fuga il sospetto è stato colpito e ferito da un poliziotto prima di cadere in un lago. Malgrado molte ore di dragaggio, il corpo del fuggitivo non viene recuperato. Dopo alcune indagini, Mulder comprende che qualcuno ha deliberatamente scambiato la macchina che il sospetto guidava con un altro veicolo. Gli agenti rintracciano la macchina originale presso il Dottor Berube, uno scienziato che non è ansioso di cooperare alle indagini dell'FBI. Con il caso ad un vicolo cieco, Mulder si prepara ad abbandonare. Ma Gola Profonda lo contatta sotto casa e lo convince che quel caso è di estrema importanza. Nel frattempo, il Dottor Berube viene assassinato nel suo laboratorio e il tutto viene insabbiato come suicidio, un'ipotesi che non lascia Mulder convinto. Nel frattempo la polizia termina le ricerche senza aver recuperato il corpo del misterioso fuggitivo, che, ferito ma ancora in vita, riemerge segretamente dall'acqua, come se delle branchie gli avessero permesso di rimanere sommerso per tutto il tempo. Il fuggitivo si dirige quindi verso la città e, dopo avere tentato di contattare il Dottor Berube, crolla sulla strada. Dei paramedici portano il fuggitivo in ospedale e inseriscono un ago nella sua pelle. Improvvisamente, un getto di un gas tossico viene emesso dal corpo del fuggitivo. I paramedici sono sopraffatti dai fumi e il fuggitivo riesce a scappare nella notte. Intanto Scully analizza il contenuto di una beuta presa dal laboratorio del defunto Dott. Berube avvalendosi della consulenza della Dottoressa Carpenter, una microbiologa. Con grande sorpresa dei due scienziati, l'analisi di batteri in essa contenuti mostra l'esistenza di caratteristiche ancestrali (quali i cloroplasti, organuli verdi tipicamente vegetali) e l'analisi del DNA tramite sequenziamento mostra una sequenza di nucleotidi anomala, che non può essere catalogata se non di origine aliena. Indagando sul Dottor Berube, Mulder scopre un deposito contenente corpi umani sospesi in un liquido trasparente. Ma quando ritorna sul posto con Scully lo trova svuotato. Gola Profonda può finalmente togliere il velo di mistero: il Dottor Berube stava eseguendo segretamente degli esperimenti con dei virus extraterrestri. Ha usato degli umani affetti da malattie terminali come cavie da laboratorio. L'esperimento è stato commissionato dal governo degli Stati Uniti D'America, ma i funzionari sono interessati solo alla tecnologia che ne deriva e non a cosa diventeranno i pazienti. Uno di quei pazienti era il Dottor Secare, un amico del Dottor Berube. Quando è divenuto chiaro che il governo voleva eliminare il Dottor Secare, il Dottor Berube ha avvertito il suo amico e gli ha dato la sua macchina per scappare. Quando Secare è stato colpito dalla polizia, ha usato la mutazione a suo vantaggio e si è nascosto sotto il lago. Scully è sorpresa nel conoscere che la Dottoressa Carpenter è rimasta uccisa in un incidente d'auto. Poco dopo, Mulder localizza il Dottor Secare nascosto nell'attico di casa sua. I due vengono sorpresi da un ufficiale governativo che uccide Secare. Quando Mulder scompare, Scully si mette in contatto con Gola Profonda. Gola Profonda provvede affinché Scully abbia accesso ad un'installazione top secret nel Maryland. Scully ruba un feto alieno e con l'aiuto di Gola Profonda organizza uno scambio tra il feto e Mulder. Dopo che Gola Profonda ha effettuato lo scambio, un agente governativo lo uccide. Più tardi, Scully viene a sapere da Mulder che il governo ha deciso di chiudere il progetto X-Files. L'episodio termina con la comparsa dell'Uomo che fuma intento ad archiviare il feto alieno presumibilmente nello stesso magazzino visto al termine del primo episodio della stagione nel cuore del Pentagono.
- Altri interpreti: Lindsey Ginter (Crew Cut Man), Anne De Salvo (Dottoressa Anne Carpenter), Simon Webb (Dottor William Secare), Jerry Hardin (Gola Profonda), James Leard (Captain Roy Lacerio), Ken Kramer (Dottor Terrance Allen Berube), Phillip MacKenzie (Medic), William B. Davis (Uomo che fuma), Jaylene Hamilton (Reporter), Mike Mitchell (Poliziotto in uniforme), John Payne (Guardia).
- Note: in questo episodio la scritta "The Truth Is Out There" (La verità è là fuori) al termine della sigla è stata sostituita dalla scritta "Non fidarti di nessuno" (Trust No One). All'inizio dell'episodio Mulder, addormentato sul divano, sta guardando il film Viaggio al centro della terra del 1959.